# Liste von Persönlichkeiten der Stadt Marburg
Diese Liste von Persönlichkeiten der Stadt Marburg enthält in Marburg geborene Persönlichkeiten sowie solche, die in der Stadt ihren Wirkungskreis hatten, ohne dort geboren zu sein. Beide Abschnitte sind jeweils chronologisch nach dem Geburtsjahr sortiert. Die Liste erhebt keinen Anspruch auf Vollständigkeit.

## In Marburg geborene Persönlichkeiten

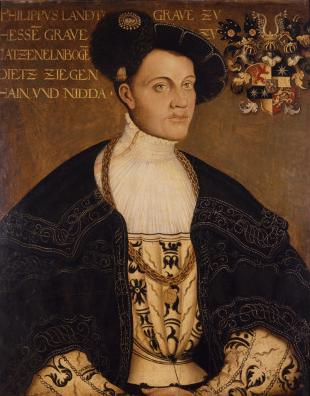
Philipp I. der Großmütige

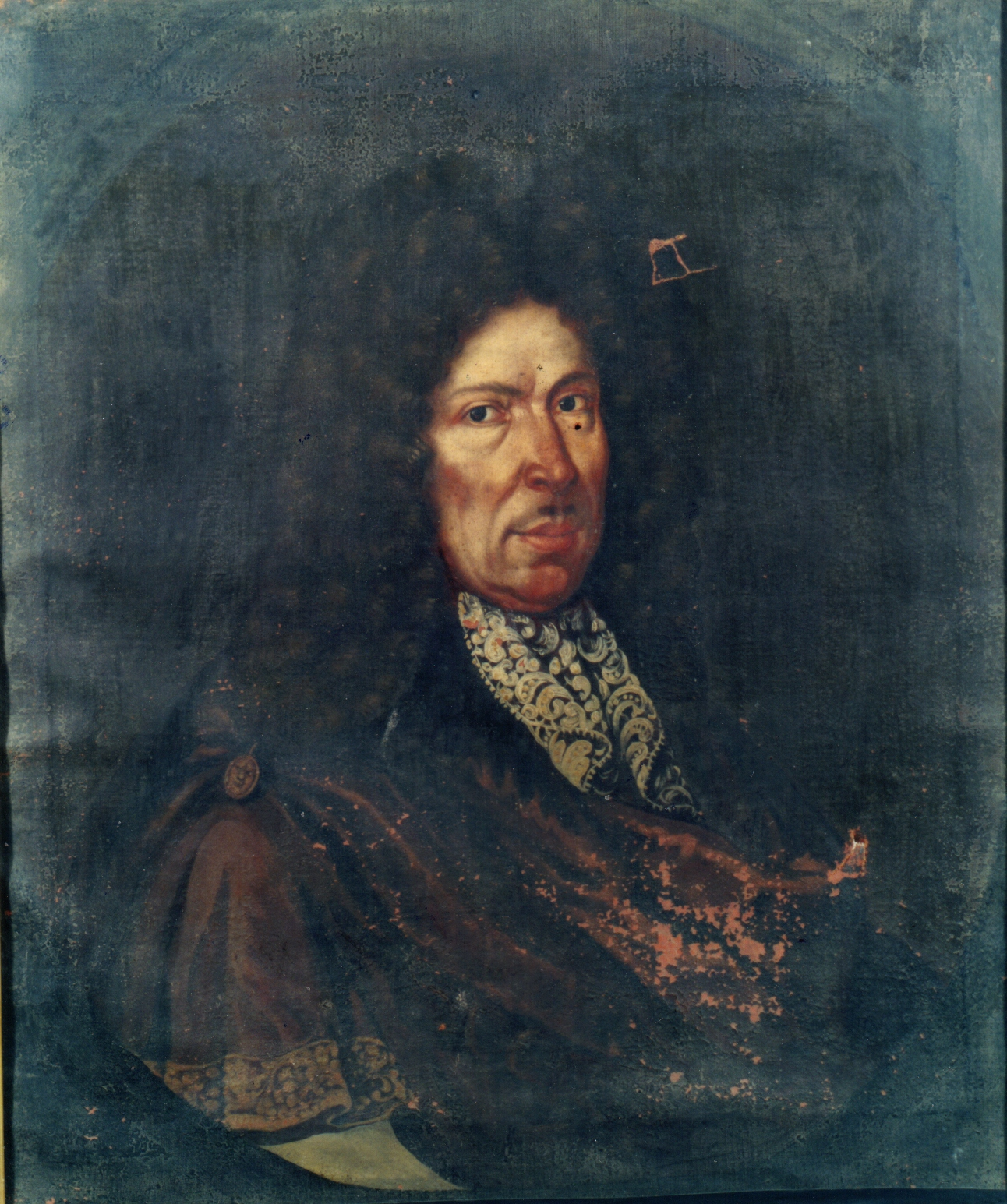
Hermann von Vultejus

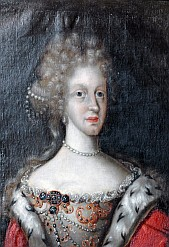
Anna Sophie von Hessen-Darmstadt

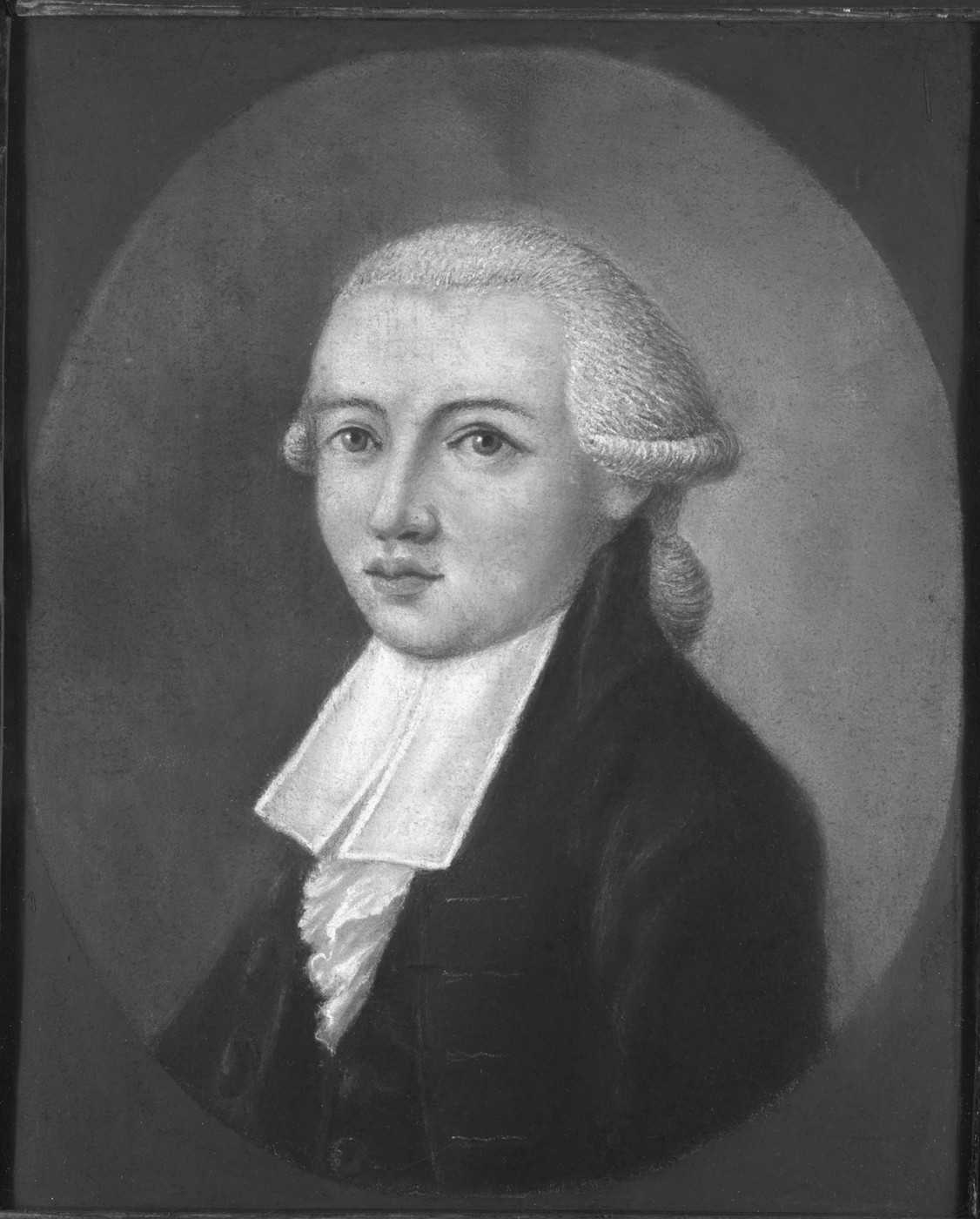
Karl Wilhelm Justi

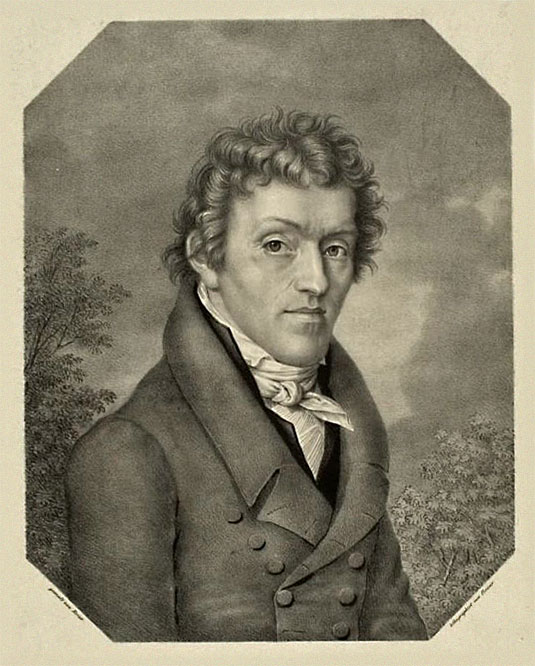
Georg Friedrich Creuzer

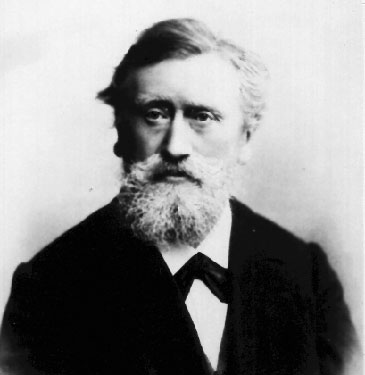
Karl Gustav Adolf Knies

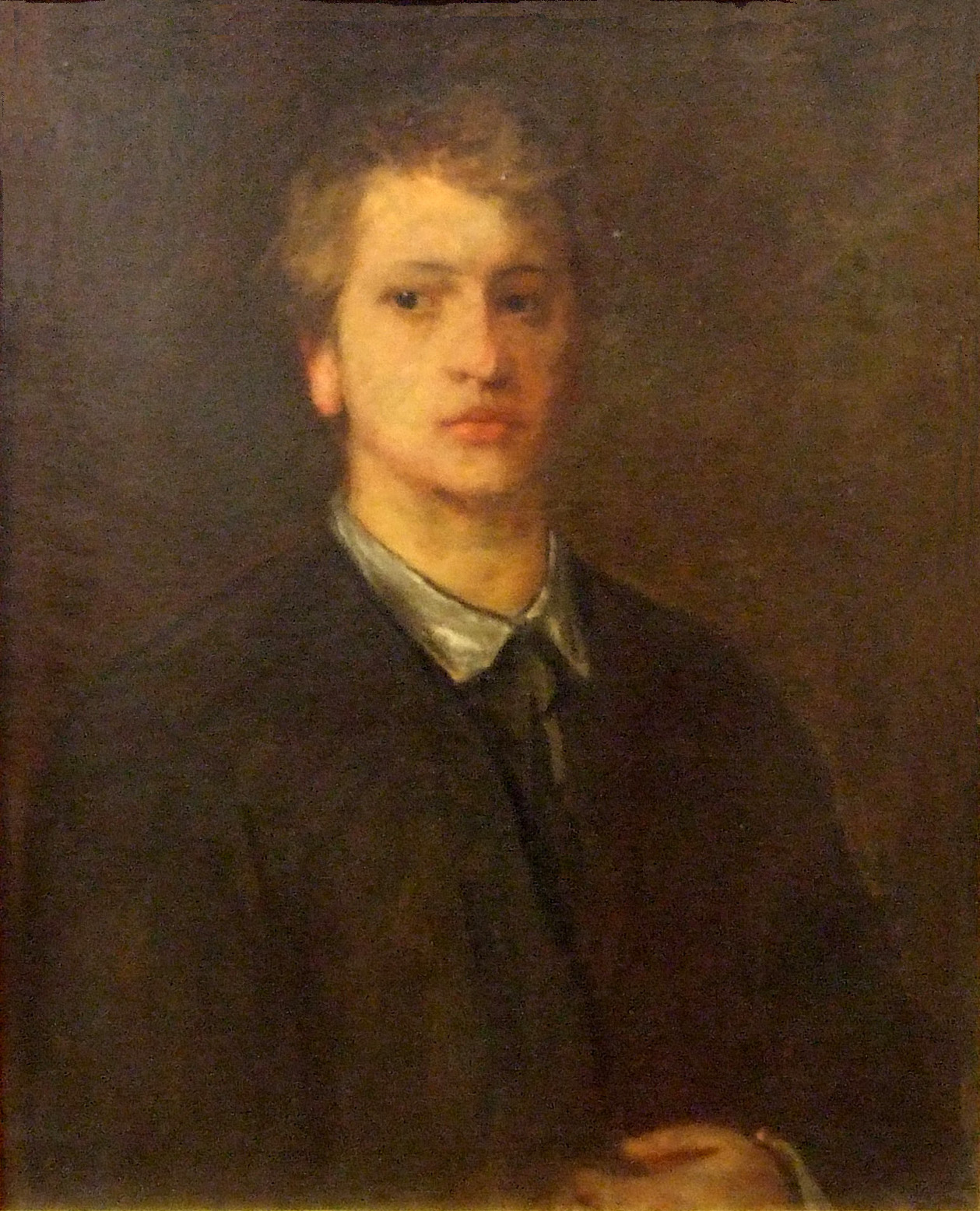
Adolf von Hildebrand

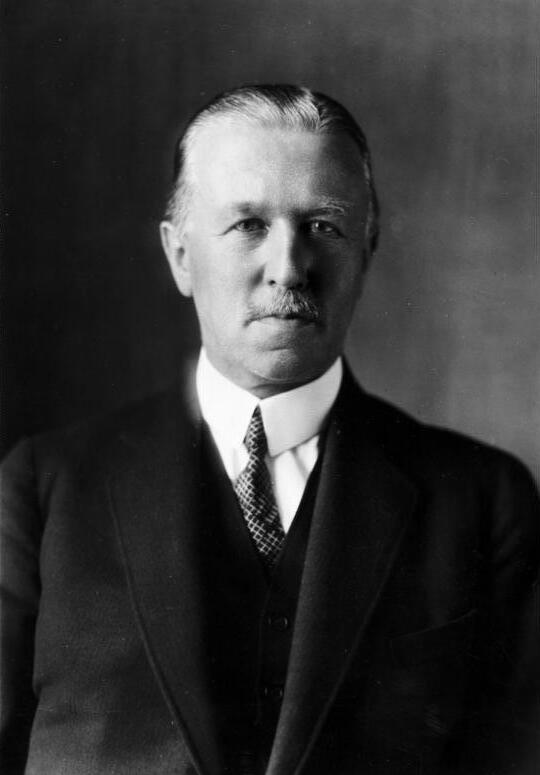
Siegfried von Roedern

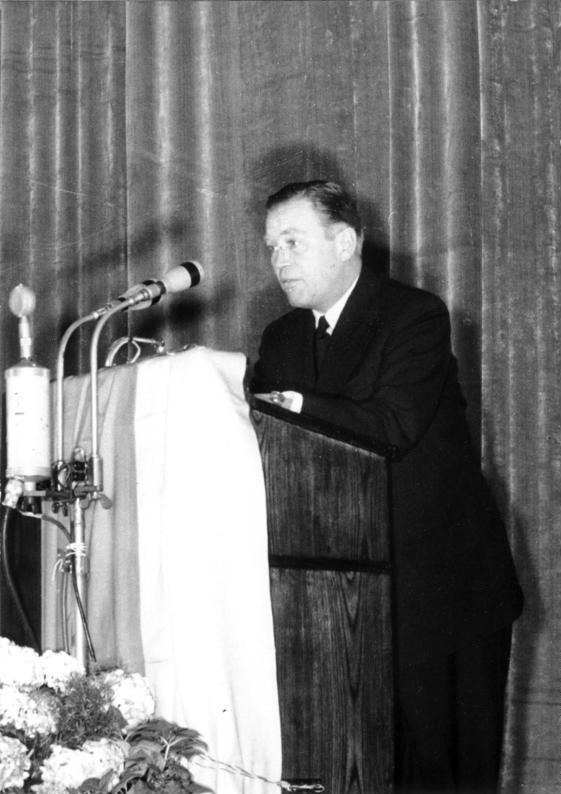
Otto John

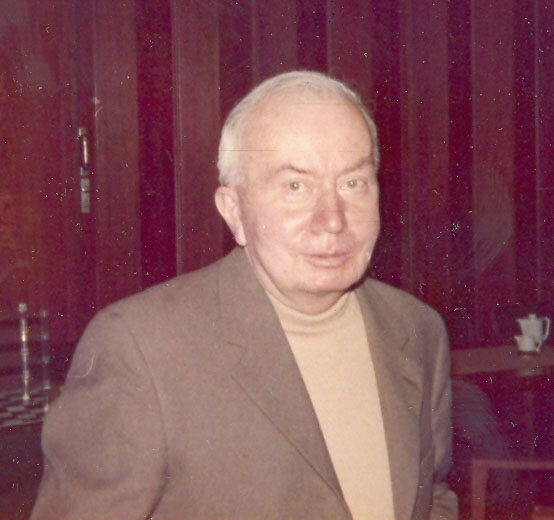
Hermann Albrecht

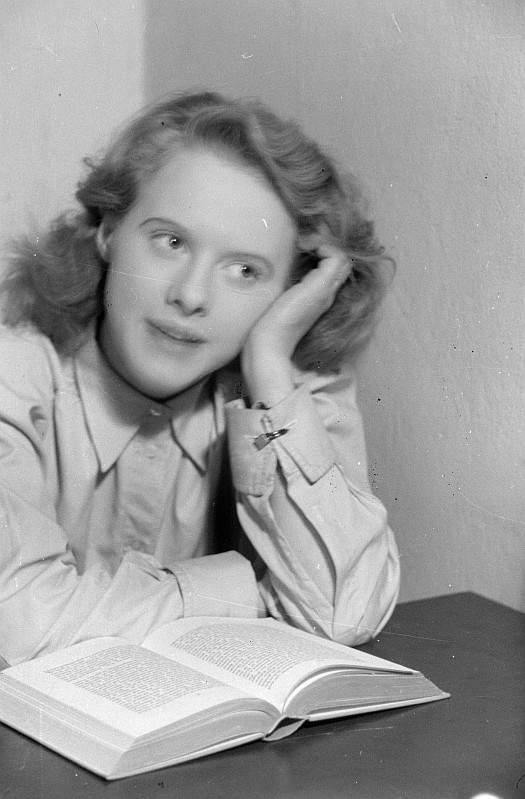
Karin Friedrich

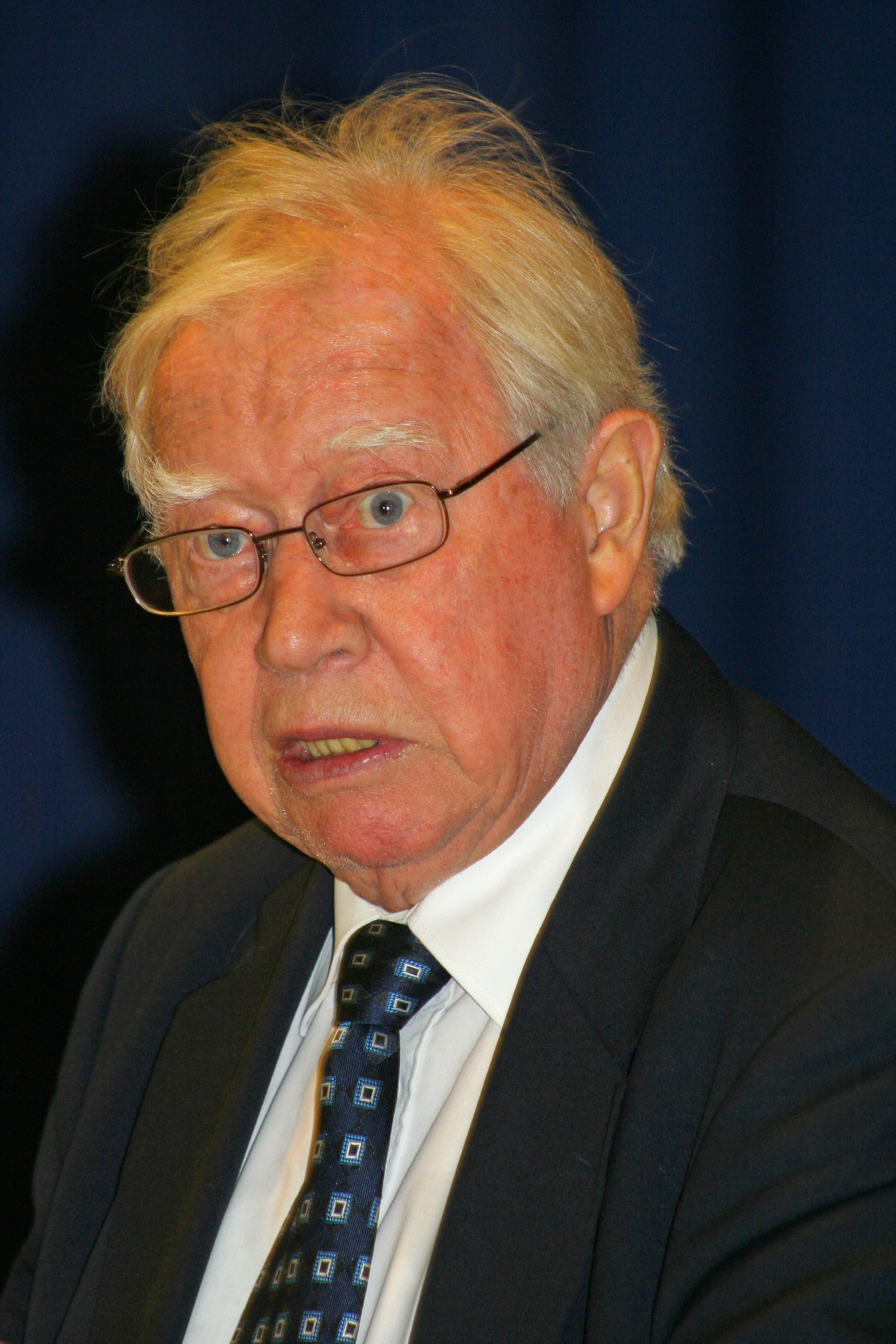
Hans Mommsen

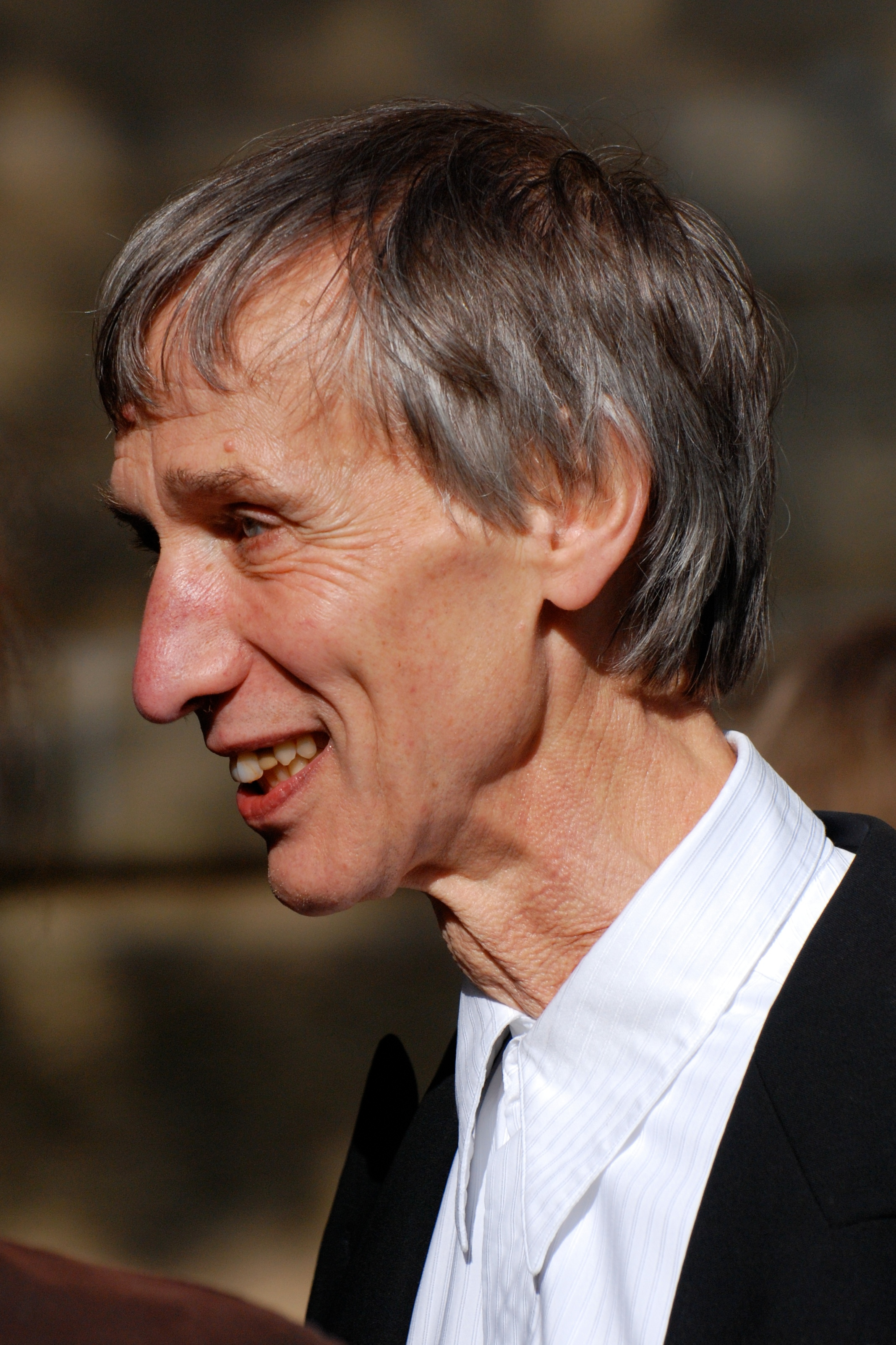
Claus Bantzer

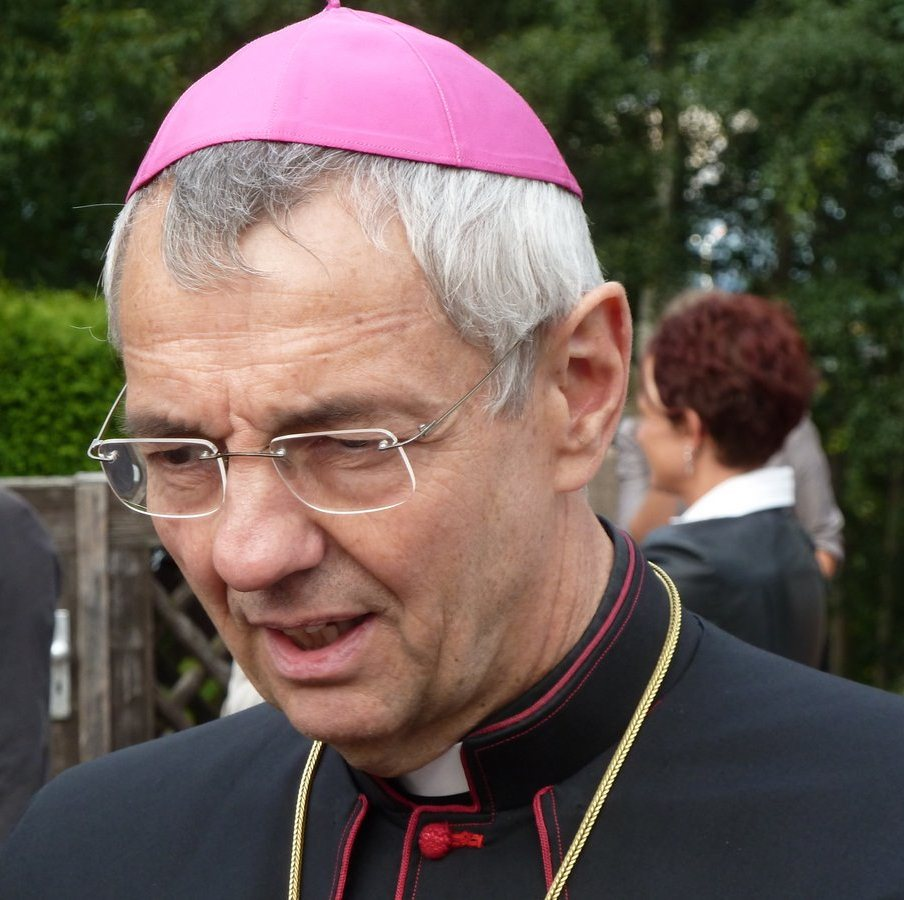
Ludwig Schick

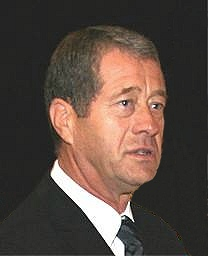
Alois Rhiel

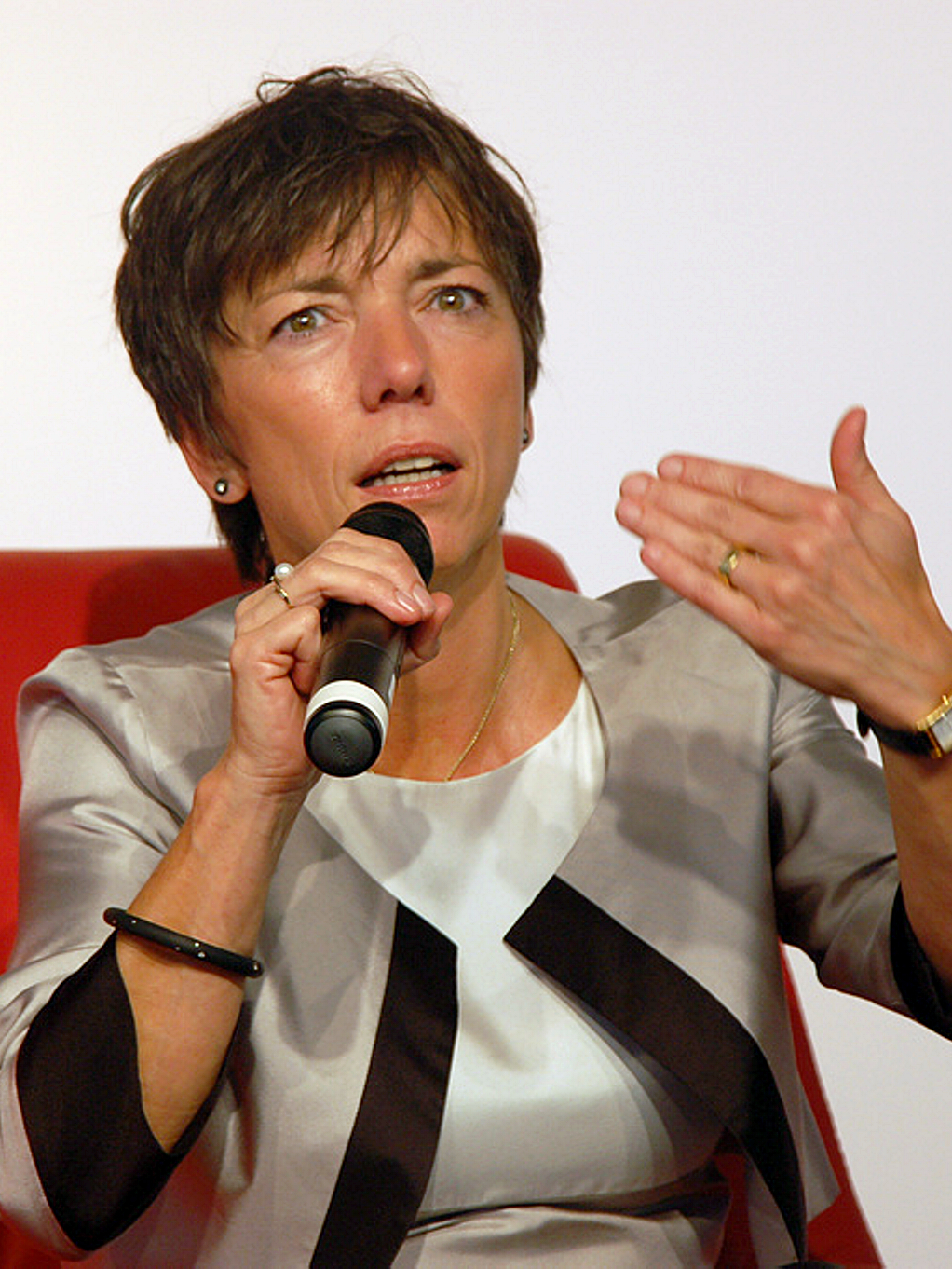
Margot Käßmann

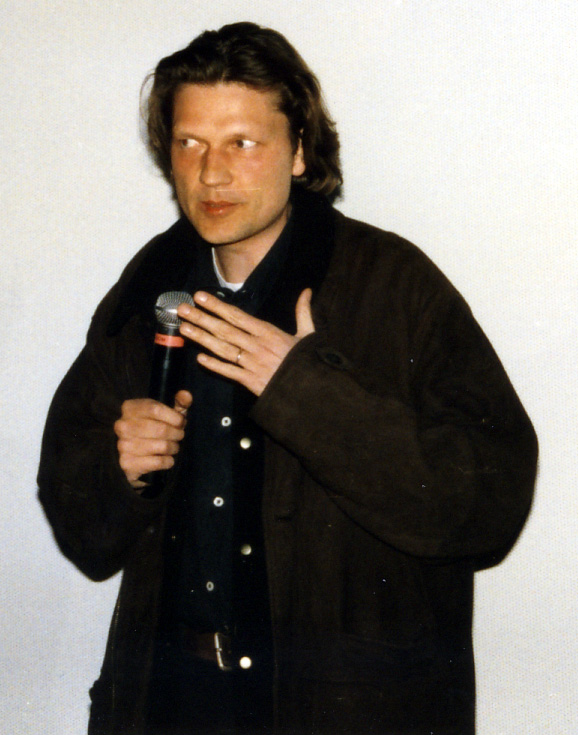
Roland Suso Richter

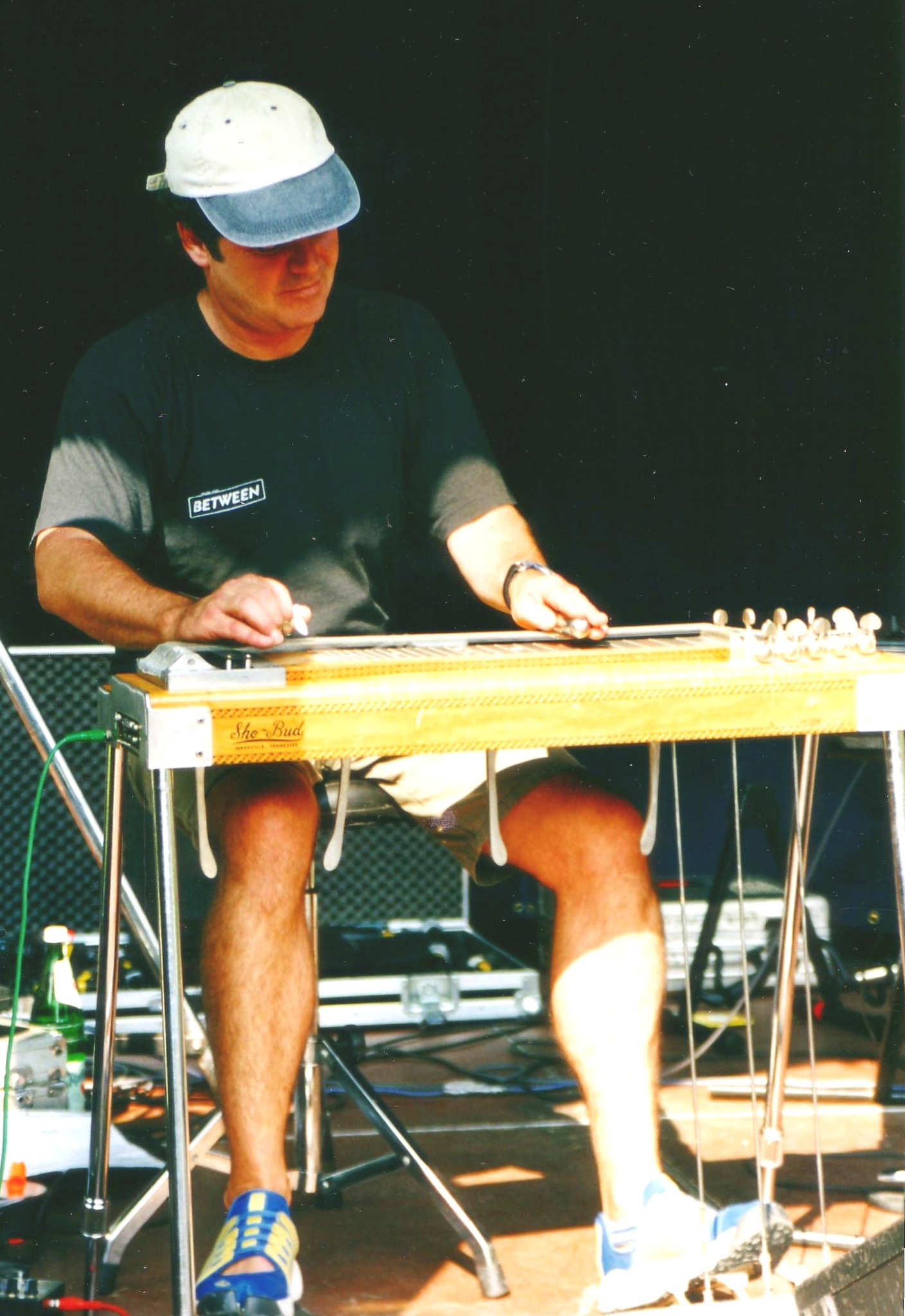
Jo Steinebach

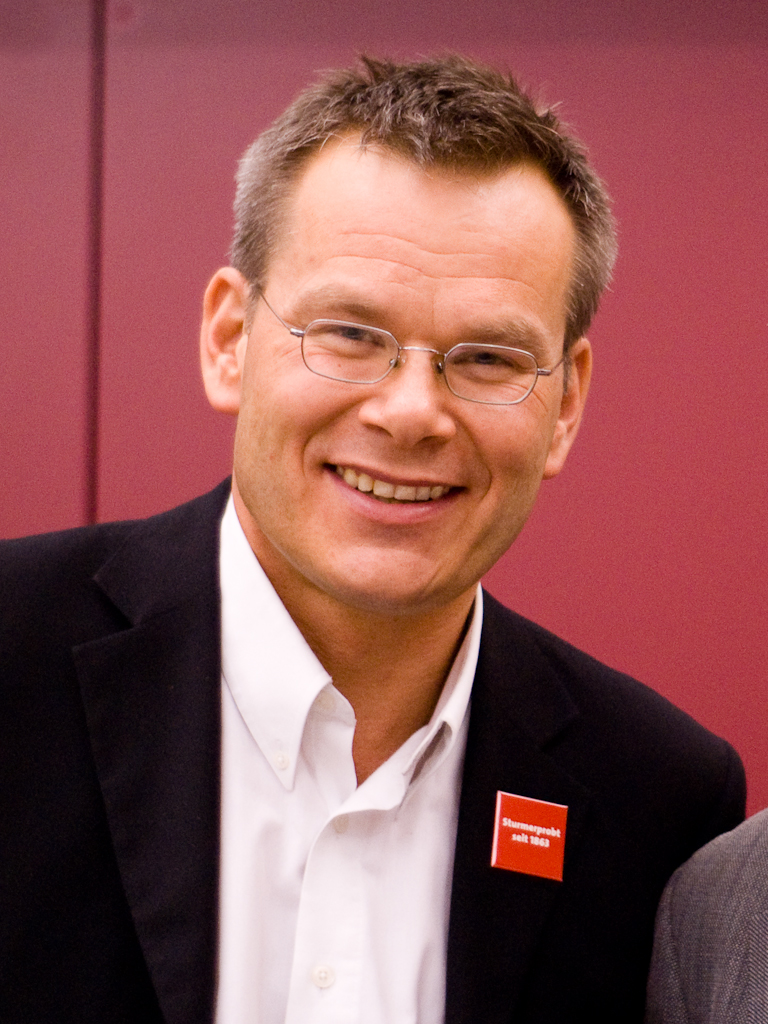
Thomas Spies

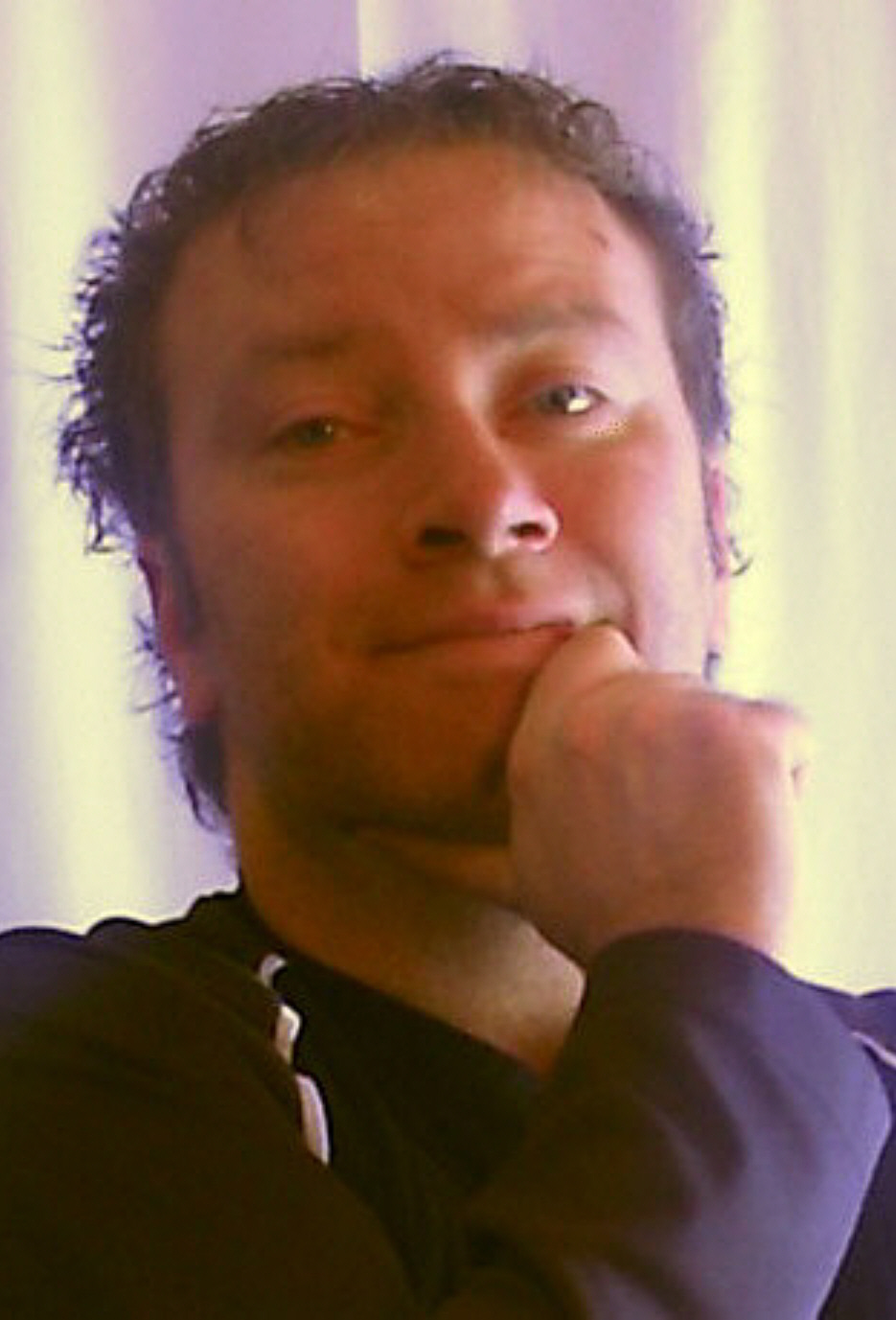
Manfred Hilberger

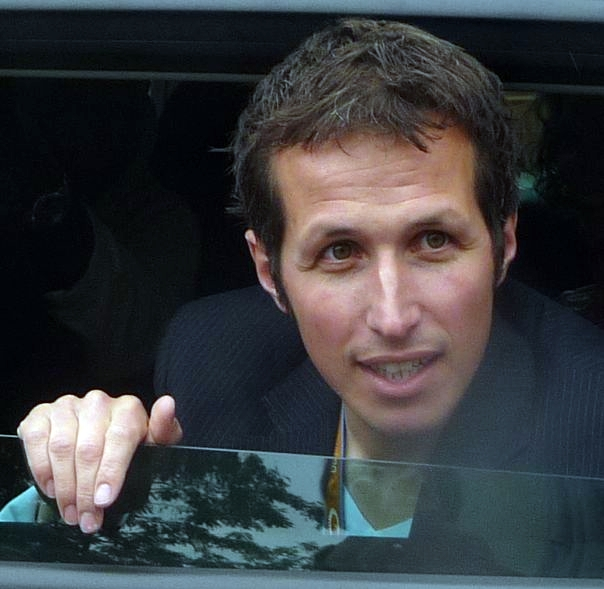
Willi Weitzel

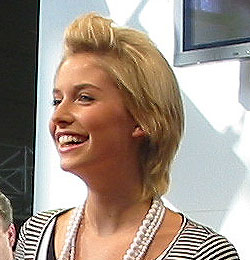
Lena Gercke

### 12. bis 17. Jahrhundert
- Konrad von Marburg (um 1180/90–1233), Priester und Magister, erfolgreicher Kreuzzugsprediger, später Inquisitor und Beichtvater Elisabeths von Thüringen, der späteren Heiligen Elisabeth
- Hartmann Ibach (um 1487 – um 1533), Theologe und evangelischer Prediger der Reformationszeit
- Johann Dryander (1500–1560), Anatom, Arzt, Mathematiker und Astronom
- Elisabeth von Hessen (1502–1557), Erbprinzessin von Sachsen
- Philipp I. (1504–1567), genannt der Großmütige, Landgraf von Hessen, Reformator Hessens und Gründer der Philipps-Universität
- Jakob Lersner (1504–1579), Rechtswissenschaftler, Diplomat und Hochschullehrer
- Heinrich Lersner (1506–1576), Politiker
- Johann Lersner (1512–1550), Rechtswissenschaftler und Richter
- Christoph Lersner (1520–1603), Rechtswissenschaftler, Verwaltungsjurist und Hochschullehrer
- Wigand Happel (1522–1572), Rechtswissenschaftler, Hebraist und Hochschullehrer, Bürgermeister der Stadt
- Ebert Baldewein (um 1525 – 1593), Hofbaumeister, Uhrmacher, Instrumentenbauer und Astronom
- Agnes von Hessen (1527–1555), Kurfürstin von Sachsen
- Adam Lonitzer (1528–1586), Naturforscher, Arzt und Botaniker
- Justus Vultejus (1529–1575), Lehrer und Professor für Hebräisch
- Hector Mithobius (1532–1607), Arzt, Astronom und Stadtphysikus in Hannover
- Hermann Lersner (1535–1613), Rechtswissenschaftler und Hochschullehrer
- Gerhard Eobanus Geldenhauer (1537–1614), Magister und evangelischer Theologe
- Philipp II. (1541–1583), Landgraf von Hessen-Rheinfels
- Johannes Angelus (1542–1608), lutherischer Theologe
- Philipp Lonicer (1543–1599), Historiker und evangelischer Theologe
- Wilhelm Adolf Scribonius (1550–1600), Philosoph, Mediziner und Lehrer
- Johann Wolff (1554–1616), Mediziner, Rektor der Universität Marburg, Leibarzt des Landgrafen
- Hermann Wolff (um 1560–1620), Mediziner, Rektor der Universität Marburg
- Philipp Matthäus (1554–1603), Rechtswissenschaftler
- Hermann Vultejus (1555–1634), Jurist, Rektor der Universität Marburg
- Nicolaus Braun (1558–1639), Mediziner, Arzt und Physiker
- Reinhard Scheffer der Jüngere (1561–1623), Jurist und landgräflich-hessischer Staatsmann
- Wilhelm Burchard Sixtinus (1572–1652), Jurist und Staatsdiener
- Valentin Wilhelm Forster (1574–1620), Jurist
- Helfrich Ulrich Hunnius (1583–1636), Rechtswissenschaftler
- Nikolaus Hunnius (1585–1643), lutherischer Theologe
- Nicolaus Sixtinus (1585–1669), Staatsmann
- Reinhard Scheffer der Jüngste (1590–1656), landgräflich-hessischer Diplomat und Staatsmann
- Johannes Kempf (1592–1635), Mediziner
- Johann Peter Dauber (1598–1650), Rektor der Universität Kassel
- Werner Geise († 1658), Philosoph, Historiker und Hochschullehrer
- Johannes Vultejus (1605–1684), landgräflich-hessischer Kanzler
- Erich Graff (1607–1683), Rechtswissenschaftler
- Johannes Kleinschmidt (1607–1663), Rechtswissenschaftler
- Christoph Matthäus (1608–1647), Rhetoriker, Historiker und Mediziner
- Gregorius Stannarius (1610–1670), reformierter Geistlicher, Theologe und Philosoph
- Philipp Matthäus (1621–1700), Mediziner
- Johann Hartmann Kornmann (1624–1673), Rechtswissenschaftler
- Hermann von Vultejus (1634–1723), Jurist und hessischer Vizekanzler
- Johann Otto Henckel (1636–1682), evangelischer Theologe
- Philipp Ludwig Hanneken (1637–1706), lutherischer Theologe
- Johann Richard Malcomesius (1637–1692), Jurist, Hochschullehrer an der Universität Gießen sowie Regierungsrat und Geheimer Rat
- Anna Sophia von Hessen-Darmstadt (1638–1683), Kirchenlieddichterin und Äbtissin
- Hieronymus Conrad Virdung von Hartung (1640–1708), Anatomieprofessor, Dekan und Stadtphysikus in Würzburg
- Johann Hartmann Misler (1642–1698), Theologe
- Johann Daniel Dorsten (1643–1706), Professor der Medizin und Physik, Leibarzt des Landgrafen
- Nikolaus Christoph Lyncker (1643–1726), Professor
- Johann Henrich Kleinschmidt (1652–1732), Rechtswissenschaftler und Hochschullehrer
- Ludwig Christof Schefer (1669–1731), Pietist, Pfarrer und Inspektor
- Hermann von Vultée der Jüngere (1672–1714), Gesandter des Landgrafen Karl von Hessen
- Bernhard Duising (1673–1735), reformierter Prediger, Theologe und Hochschullehrer in Marburg
- Johann Friedrich Hombergk zu Vach (1673–1748), Rechtswissenschaftler sowie Kanzler und Rektor der Marburger Universität
- Hermann Reinhold Pauli (1682–1750), evangelischer Theologe und Prediger
- Johann Wilhelm Waldschmiedt (1682–1741), Rechtswissenschaftler, Philosoph und Hochschullehrer
- Heinrich Philipp Zaunschliffer (1686–1761), Jurist und Hochschullehrer
- Maximilian von Hessen-Kassel (1689–1753), Prinz von Hessen-Kassel und kaiserl. Feldmarschall
- Johann Nicolaus Funck (auch Funccius, 1693–1777), Philologe, Universitätsprofessor in Rinteln
- Johann Engelhard Steuber (1693–1747), lutherischer Theologe
- Johann Daniel Heinbach (1694–1764), Feuerwerker, Zeichner und Kartograf
- Johann Tilemann (1696–1773), Hochschullehrer, Philosoph, Historiker und Theologe
- Wilhelm Bernhard Nebel (1699–1748), Mediziner und Rektor der Universität Heidelberg
- Johann Friedrich Mieg (1700–1788), reformierter Kirchenbeamter und Historiker

### 18. Jahrhundert
- Ludwig Georg Mieg (1705–1761), reformierter Prediger, Theologe und Hochschullehrer
- Wilhelm Friedrich Hombergk zu Vach (1713–1784), Jurist und Kanzler der Grafschaft Hanau-Münzenberg
- Philipp Jacob Borel (1715–1760), Mediziner und Hochschullehrer an der Universität Marburg
- Reinhard Christoph Ungewitter (1715–1784), reformierter Theologe
- Heinrich Otto Duysing (1719–1781), evangelischer Theologe und Hochschullehrer an der Universität Marburg
- Aemilius Ludwig Hombergk zu Vach (1720–1783), Rechtswissenschaftler und Kanzler der örtlichen Universität
- Nikolaus Wilhelm Schröder (1721–1798), Orientalist und Bibliothekar
- Johann Christoph Rudolph (1723–1792), Jurist und Hochschullehrer an der Universität Erlangen
- Johann Nikolaus Seip (1724–1789), lutherischer Theologe
- Johann Wilhelm Schröder (1726–1793), Orientalist
- Johann Jakob Busch (1727–1786), Mediziner und Hochschullehrer
- Karl Anton August von Schleswig-Holstein-Sonderburg-Beck (1727–1759), Prinz von Schleswig-Holstein-Sonderburg-Beck
- Philipp Georg Schröder (1729–1772), Mediziner, Professor und Stadtphysikus in der Stadt
- Johann Ludwig Conradi (1730–1785), Jurist
- Justus Christoph Krafft (1732–1795), reformierter Prediger und Autor
- Johann Michael Hoffmann (1741–1799), Mediziner, Schriftsteller und Dramatiker
- Johann Matthäus Hassencamp (1748–1797), evangelischer Theologe, Orientalist und Mathematiker
- Heinrich Johann Otto König (1748–1820), Jurist und Professor der Rechtswissenschaften
- Carl Ludwig von Dörnberg (1749–1819), Politiker, Mitglied der Reichsstände im Königreich Westphalen
- Wilhelm Ferdinand von Dörnberg (1750–1783), Regierungspräsident in Minden
- Philipp Jacob Piderit (1753–1817), Mediziner in Kassel
- Georg Heinrich Tischbein (1753–1848), Kupferstecher, Radierer, Mechanicus und Kartograf
- Johann David Busch (1755–1833), Mediziner, Pharmakologe, Veterinär und Hochschullehrer
- Bernhard Christian Duysing (1755–1823), Jurist
- Friedrich Theodor Kühne (1758–1834), Sprachwissenschaftler und Hochschullehrer
- Karl Ferdinand von Langen (1762–1820), preußischer Generalmajor
- Karl Christian von Gehren (1763–1832), reformierter Geistlicher und Schriftsteller
- Otto von Porbeck (1764–1841), Beamter
- Georg Robert (1765–1833), Rechtswissenschaftler und Politiker
- Georg von Porbeck (1766–1837), Beamter, Jurist und Gymnasialprofessor
- Karl Wilhelm Justi (1767–1846), Philosoph und lutherischer Theologe
- Andreas Leonhard Creuzer (1768–1844), Theologe
- Karl Wilhelm von Kopp (1770–1844), Finanzminister des Großherzogtum Hessen
- Friedrich Creuzer (1771–1858), Philologe
- Anton Bauer (1772–1843), Rechtswissenschaftler
- Johann Tobias Gottlieb Holzapfel (1773–1812), Theologe und Orientalist
- Georg Wilhelm Franz Wenderoth (1774–1861), Pharmazeut und Botaniker
- Friedrich Siegmund von Meyer (1775–1829), Beamter und Finanzminister im Kurfürstenhut Hessen
- Carl von Vultée (1778–1844), Oberforstmeister und Politiker aus dem Adelsgeschlecht Vultejus
- Johann Wilhelm Heinrich Conradi (1780–1861), Mediziner
- Franz Hugo Rieß von Scheurnschloß (1781–1857), Jurist und kurhessischer Minister
- Johann Christian Zimmermann (1786–1853), Oberbergrat und Planer des Ernst-August-Stollens
- Dietrich Wilhelm Heinrich Busch (1788–1858), Chirurg und Geburtshelfer
- Ludwig Otto August Klingelhöfer (1788–?), kurhessischer Verwaltungsbeamter und Landrat des Kreises Gelnhausen
- Johann Philipp Julius Rudolph (1729–1797), Mediziner, Forschungsreisender und Hochschullehrer in Erlangen
- Karl Wilhelm Bickell (1796–1864), Landrat
- Hermann Hupfeld (1796–1866), Orientalist und Theologe
- Johann Wilhelm Bickell (1799–1848), Kirchenrechtler
- Johann Heinrich Christian Schubart (1800–1885), klassischer Philologe
- Hermann Schneider (*18./19. Jh.,† 1868), Bürgermeister, Gutsbesitzer und Abgeordneter der kurhessischen Ständeversammlung

### 19. Jahrhundert

#### 1801 bis 1820
- David Lederer (1801–1861), Bierbrauer und Politiker, Marburger Vizebürgermeister, Mitglied der kurhessischen Ständeversammlung und des Vorparlaments
- Ludwig Johann Schenck zu Schweinsberg (1801–1868), Landrat, Mitglied der Kurhessischen Ständeversammlung
- Moritz Schenck zu Schweinsberg (1801–1869), Jurist, Mitglied der Kurhessischen Ständeversammlung
- Friedrich von Porbeck (1802–1867), badischer Generalleutnant und Mitglied der Ersten Kammer der badischen Landstände
- Ernst Wachler (1803–1888), Jurist und Politiker
- Leopold Eichelberg (1804–1879), Mediziner und Freiheitskämpfer
- Ernst Wilhelm Grebe (1804–1874), Mathematiker, Pädagoge und Schulrektor
- Franz Hugo Hesse (1804–1861), Beamter, Politiker und Diplomat
- August von Gehren (1805–1876), Obergerichtsdirektor und Mitglied der kurhessischen Ständeversammlung
- Georg Neumüller (1806–1868), Gutsbesitzer und Mitglied der kurhessischen Ständeversammlung
- Carl Ludwig Schenck zu Schweinsberg (1809–1886), Gutsbesitzer, Mitglied der Landstände des Großherzogtums Hessen
- Ludwig Büff (1811–1869), Jurist
- Karl Theodor Bayrhoffer (1812–1888), Professor der Philosophie an der Universität Marburg und Freidenker
- Gustav Creuzer (1812–1862), Maler und Lithograf
- Victor von Haynau (1812–1898), Jurist und Kammerdirektor
- Heinrich Ernst Bezzenberger (1814–1892), Germanist und Abgeordneter des Provinziallandtages der Provinz Hessen-Nassau
- Karl Rieß von Scheurnschloß (1815–1885), Verwaltungsbeamter, Politiker und kurhessischer Minister
- Carl Philipp Falck (1816–1880), Pharmakologe
- Otto von Gehren (1817–1896), Verwaltungsbeamter und Politiker
- Carl Götz (1818–1879), Verwaltungsjurist
- Carl Majerus (1819–1888), Kaufmann und Mitglied der Landstände des Großherzogtums Hessen

#### 1821 bis 1840
- Karl Gustav Adolf Knies (1821–1898), Ökonom
- Carl Wilhelm Althaus (1822–1907), Verwaltungsbeamter und Parlamentarier
- Eduard Hoffmann (1824–1909), Ökonom, Mitglied des Kurhessischen Kommunallandtags
- Wilhelm Endemann (1825–1899), Rechtswissenschaftler und Reichstagsabgeordneter
- Karl David Wilhelm Busch (1826–1881), Chirurg
- Gustav Linker (1827–1881), Klassischer Philologe
- Julius Wolff (1828–1897), Jurist, Vizebürgermeister von Marburg, Mitglied des Preußischen Abgeordnetenhauses
- Victor Hüter (1832–1897), Privatdozent und Arzt für Geburtshilfe
- Carl Justi (1832–1912), Philosoph und Kunsthistoriker
- Fritz Klingelhöfer (1832–1903), Landschaftsmaler der Düsseldorfer Schule
- Friedrich Carl Endemann (1833–1909), Mediziner und Mitglied des Deutschen Reichstags
- Henriette Keller-Jordan (1835–1909), Schriftstellerin, Übersetzerin und Herausgeberin[1]
- Ferdinand Justi (1837–1907), Orientalist
- Heinrich Schneider (1837–1908), Abgeordneter des Kurhessischen Kommunallandtages Kassel
- Hermann Klöffler (1837–1916), Abgeordneter des Kurhessischen Kommunallandtages
- Ludwig Bickell (1838–1901), Jurist, Fotograf, Denkmalpfleger, Heimatforscher, Gründer des Marburger Universitätsmuseums und Ehrendoktor der Philipps-Universität
- Carl Hueter (1838–1882), Chirurg, Autor und Mitglied des Reichstages
- Otto Nasse (1839–1903), Mediziner

#### 1841 bis 1860
- August Thiersch (1843–1917), Architekt und Hochschullehrer
- Wilhelm Scheffer (1844–1898), Jurist, MdR
- Hermann Bickell (1844–1897), Verwaltungsjurist im Reichsland Elsaß-Lothringen
- Johann Jacob Hermann (1844–1899), Bürgermeister und Abgeordneter des Provinziallandtages der Provinz Hessen-Nassau
- Ludwig von Sybel (1846–1929), Archäologe und Kunsthistoriker
- Ludwig Knorz (1847–1911), Verwaltungsjurist und Abgeordneter des Provinziallandtages der Provinz Hessen-Nassau
- Adolf von Hildebrand (1847–1921), Bildhauer
- Wilhelm Georg Ritter (1850–1926), Maler
- Carl Robert (1850–1922), klassischer Philologe und Archäologe
- Adolf Gaston Eugen Fick (1852–1937), Augenarzt und Erfinder der Kontaktlinse
- Karl von Riepenhausen (1852–1929), MdR
- Friedrich von Thiersch (1852–1921), Architekt und Maler
- Carl Schotten (1853–1910), Chemiker
- Karl Waitz (1853–1911), Physiker und Astronom
- Carl Kolbe (1855–1909), Chemiker und Industrieller
- Wilhelm Friedrich Kohlrausch (1855–1936), Physiker und Hochschullehrer
- Karl Vorländer (1860–1928), Gymnasialprofessor

#### 1861 bis 1880
- Rudolf Beneke (1861–1946), Mediziner
- Eduard Fürstenau (1862–1938), Architekt
- Auguste Pfeiffer (1864–1947), Malerin, Dichterin, Verfasserin des Festspiels 1927 anlässlich 400 Jahre Philipps-Universität
- Matthaeus Carl Banzer (1867–1945), Hotelkaufmann
- Otto Ubbelohde (1867–1922), Maler, Radierer und Illustrator
- Hermann Fürstenau (1868–1928), Richter, Staats- und Verwaltungsrechtler, Hochschullehrer
- Richard Wachsmuth (1868–1941), Physiker
- August Dauber (1869–1957), Architekt
- Siegfried von Roedern (1870–1954), Politiker
- Wilhelm Eckhardt (1871–1934), Rechtsanwalt, Notar, Kommunalpolitiker und Regional- und Studentenhistoriker
- Leopold Lucas (1872–1943), jüdischer Historiker und Rabbiner
- Carl Heinrici (1876–1944), Jurist, Verwaltungsbeamter und Politiker
- Ludwig Justi (1876–1957), Kunstwissenschaftler
- Otto Ruppersberg (1877–1951), Archivar
- Friedrich von Cochenhausen (1879–1946), General der Artillerie im Zweiten Weltkrieg
- Edmund E. Stengel (1879–1968), Historiker und Diplomatiker
- August Ferdinand Rohde (1879–1947), Gutsbesitzer, Abgeordneter des Provinziallandtages der Provinz Hessen-Nassau
- Hedwig Jahnow (1879–1944), Lehrerin, die erste Frau im Magistrat der Universitätsstadt Marburg
- Edmund Ernst Stengel (1879–1968), Historiker, Diplomatiker und Hochschullehrer
- Rudolf Lahs (1880–1954), Marineoffizier
- Julius Wilhelmi (1880–1937), Zoologe, Fachautor und Herausgeber

#### 1881 bis 1900
- Kurt Oxenius (1881–1950), Kinderarzt, Schriftsteller und Bibliophiler
- Friedrich Zeller (1881–1916), Lehrer, Geologe und Paläontologe
- Ernst Schäfer (1882–1945), Jurist und Ministerialdirigent
- Walter Stengel (1882–1960), Kunsthistoriker
- Karl Knoch (1883–1972), Klimatologe
- Richard Strahl (1884–1957), Verwaltungsjurist und Ministerialbeamter
- Friedrich Lenz (1885–1968), Nationalökonom
- Karl Rumpf (1885–1968), Architekt
- Walter Schmidt-Rimpler (1885–1975), Jurist und Hochschullehrer
- Fritz Külz (1887–1949), Pharmakologe
- Ernst von Harnack (1888–1945), Politiker und Widerstandskämpfer gegen den Nationalsozialismus
- Viktor Voit (1888–1948), Politiker und Jurist
- Ida Boysen (1889–1961), Chirurgin in Leipzig
- Heinz von Lichberg (1890–1951), Schriftsteller und Journalist
- Jakob Schaefer (1890–1971), Politiker
- Helmut von den Steinen (1890–1957), Essayist und Übersetzer
- Helfrich Dern (1891–1918), Zeichner und Maler
- Walter Wrede (1893–1990), Archäologe
- Hermann Bauer (1897–1986), Politiker
- Eberhard Tangl (1897–1979), Slawist
- Friedrich Berber (1898–1984), Völkerrechtler und außenpolitischer Propagandist
- Carl Oskar Klipp (1898–1981), Arzt und Politiker
- Karl Schnurre (1898–1990), Diplomat
- Kurt Stapelfeldt (1898–1985), Rundfunkpionier und Journalist
- Hans-Georg Gadamer (1900–2002), Philosoph
- Fritz Schlegel (1900–?), Politiker

### 20. Jahrhundert

#### 1901 bis 1920
- Diez Brandi (1901–1985), Architekt
- Harro de Wet Jensen (1901–1994), Anglist und Hochschullehrer
- Kurt Utz (1901–1974), Universitätsmusikdirektor, Komponist, Organist und Kantor der Elisabethkirche
- Werner Rohde (1904–1946), SS-Obersturmführer und KZ-Lagerarzt
- Ernst Günther Schenck (1904–1998), Arzt
- Walter Junker (1905–1986), Politiker
- Kurt Scharlau (1906–1964), Geograph
- Haimar Wedemeyer (1906–1998), Jurist in der Finanzverwaltung, Olympiasegler und U-Boot-Kommandant
- August Eberspächer (1907–1983), Maler
- Ulrich Grotefend (1907–1945), Historiker und Archivar
- Wilhelm Löbsack (1908–1959), Autor, NS-Propagandist
- Wilhelm Schnee (1908–1978), Verwaltungsjurist
- Otto John (1909–1997), Präsident des Bundesamtes für Verfassungsschutz
- Georg Gaßmann (1910–1987), Politiker
- Wolfgang Schöne (1910–1989), Kunsthistoriker
- Fritz Schwalm (1910–1985), SS-Führer und verurteilter Kriegsverbrecher
- Kurt Wallenfels (1910–1995), Biochemiker
- Kurt Brackmann (1912–1992), Vizepräsident des Bundessozialgerichts
- Karl Lottes (1912–1997), Motorradrennfahrer
- Joachim Rake (1912–2000), Schauspieler und Sprecher
- Christoph Bernhard Schücking (1912–2004), Jurist, Kommunalpolitiker und politischer Beamter
- Karl Rehrmann (1914–2000), Landrat des Dillkreises und des Lahn-Dill-Kreises
- Hermann Albrecht (1915–1982), Komponist und Autor
- Arthur Henkel (1915–2005), Germanist, Literaturhistoriker und Goetheforscher
- Hans-Joachim Osterrath (1915–2000), Unternehmer und Landrat des Kreises Wittgenstein
- Hans Wissebach (1919–1983), Jurist und Politiker

#### 1921 bis 1940
- Hans Jahrmärker (1921–2001), Kardiologe
- Franz Tichy (1921–2004), Geograph und Hochschullehrer
- Marie Veit (1921–2004), Professorin für Religionsdidaktik, engagierte sich gegen die Wiederbewaffnung und die Gefahr eines Atomkrieges
- Evelyn Hofer (1922–2009), Porträt- und Dokumentarfotografin
- Elfriede Luise Vogel (* 1922), Bildhauerin und Dichterin
- Gerd Knabe (1923–2016), rechtsextremer Autor und Kabarettist
- Heinz Düx (1924–2017), Jurist, Publizist und Rechtswissenschaftler
- Werner Kluth (1924–2015), Politiker (SPD)
- Karin Friedrich (1925–2015), Journalistin und Autorin
- Hanna Korflür (1925–1993), Künstlerin (Bildhauerin)
- Wolfgang Ludewig (1926–2017), Komponist und Rundfunkautor
- Claus Arndt (1927–2014), Jurist und Politiker
- Johannes Baumgartner (1927–2021), Schweizer Leichtathlet
- Helmut Enke (1927–2011), Internist, Psychoanalytiker und Hochschullehrer
- Dieter Henrich (1927–2022), Philosoph
- Christiane Uhlhorn (1927–2016), Politikerin
- Gerhard Eimer (1928–2014), Kunsthistoriker
- Hans Gerhard Schwick (1928–2015), Mediziner und Biologe
- Horst Janssen (1929–1995), ehemaliger Oberst und Arbeitsgruppenleiter des Ministeriums für Staatssicherheit (MfS) der Deutschen Demokratischen Republik (DDR)
- Gerhard Müller (1929–2024), Theologe
- Jochem Pechau (1929–1989), Bildhauer
- Hans-Gernot Jung (1930–1991), evangelischer Theologe und Bischof der Evangelischen Kirche von Kurhessen-Waldeck
- Helmut Ludwig (1930–1999), Schriftsteller und evangelischer Pfarrer
- Hans Mommsen (1930–2015), Historiker
- Wolfgang J. Mommsen (1930–2004), Historiker
- Eckhart G. Franz (1931–2015), Archivar und Historiker
- Franz Kroppenstedt (1931–2022), Jurist und Staatssekretär
- Haidi Streletz (1931–2010), Zahnärztin, Malerin und Politikerin
- Eberhard Hauff (1932–2021), Filmschaffender
- Erhardt Jakobus Klonk (1932–2024), Maler und Glasmaler
- Lorenz Krüger (1932–1994), Wissenschaftshistoriker, -philosoph und Hochschullehrer
- Otto Merk (1933–2021), evangelischer Theologe
- Paul Goetsch (1934–2018), Anglist
- Hans-Enno Korn (1934–1985), Archivar und Heraldiker
- Otmar Franz (* 1935), Manager und Politiker
- Martin Kohlhaussen (* 1935), Manager
- Werner Schneider (1935–2022), Designer und Kalligraf
- Christoph Bantzer (* 1936), Schauspieler
- Ulf-Dietrich Korn (1936–2019), Kunsthistoriker und Heraldiker
- Alexander Demandt (* 1937), Althistoriker und Kulturwissenschaftler
- Buschi Niebergall (1938–1990), Musiker
- Erich Geldbach (* 1939), baptistischer Theologe und emeritierter Professor
- Reinhard Hauff (* 1939), Regisseur und Drehbuchautor
- Dietfrid Krause-Vilmar (* 1939), Erziehungswissenschaftler und Hochschullehrer
- Edmund Weber (* 1939), evangelischer Theologe
- Hermann Büsing (1940–2021), Klassischer Archäologe
- Joachim Heusinger von Waldegg (* 1940), Kunsthistoriker
- Rainer Lachmann (1940–2025), Theologe, Religionspädagoge und -didaktiker, Hochschullehrer und Sachbuchautor
- Uwe Panten (* 1940), Pharmakologe und Hochschullehrer
- Jörg Pirrung (1940–2019), Rechtswissenschaftler, Verwaltungsjurist und Richter
- Wilhelm Schönfelder (* 1940), Lobbyist und Diplomat

#### 1941 bis 1960
- Bastian Conrad (* 1941), Neurologe und Buchautor
- Siegmar Döpp (* 1941), Altphilologe
- Winfried Glade (1941–2015), katholischer Theologe
- Reiner Möckelmann (* 1941), Diplomat und Schulleiter
- Hans Schneider (1941–2022), evangelisch-lutherischer Theologe und Hochschullehrer
- Georg Tripp (* 1941), Fußballspieler
- Peter Weingart (* 1941), Soziologe
- Claus Bantzer (* 1942), Kirchenmusiker, Komponist und Dirigent
- Andreas Benz (1942–2017), Schweizer Mediziner, Psychoanalytiker, Psychiater und Autor
- Walther von Hahn (* 1942), Germanist und Informatiker
- Uwe an der Heiden (* 1942), Mathematiker und Philosoph
- Hartmut Nassauer (* 1942), Politiker
- Gerhard Roth (1942–2023), Biologe und Hirnforscher
- Hanno Schmitt (* 1942), Erziehungswissenschaftler, Bildungshistoriker und Hochschullehrer
- Wolfgang Becker (1943–2012), Medienwissenschaftler
- Reinhard Damm (* 1943), Rechtswissenschaftler und Hochschullehrer
- Martin Henkel (1943–2021), Sachbuchautor
- Marianne Klappert (1943–2008), Politikerin
- Norbert Mann (* 1943), Politiker
- Ray-Güde Mertin (1943–2007), Philologin, Literaturagentin und Übersetzerin
- Andreas Patzer (* 1943), Altphilologe
- Bernd Stephan (* 1943), Moderator, Schauspieler und Synchronsprecher
- Karl Dietrich Wolff (* 1943), Verleger
- Gerd Koenen (* 1944), Publizist und Historiker
- Gerhard Lein (* 1944), Politiker
- Klaus Pehl (* 1944), Bildungsforscher und Jazzmusiker
- Friedrich Prinz (1944–1984), Althistoriker
- Maja Sprenger (1944–1976), Klassische Archäologin
- Karl August Tripp (* 1944), Fußballspieler
- Maximilian Herberger (* 1946), Rechtswissenschaftler und Hochschullehrer
- Ulrich Naumann (* 1946), Bibliothekswissenschaftler
- Dorian Goldfeld (* 1947), US-amerikanischer Mathematiker
- Rainer Hasters (* 1947), Wirtschaftsjournalist und Medienvertreter
- Wolfram Luther (* 1947), Hochschullehrer für Computergrafik, Bildverarbeitung und wissenschaftliches Rechnen
- Georg von Rauch (1947–1971), Anarchist
- Holger Schwiers (* 1947), Schauspieler und Synchronsprecher
- Wolfgang André (* 1948), Kabarettist, Sänger und Fernsehmoderator, bekannt für die Kunstfigur Hausmeister Anton Klopotek
- Adrian von Buttlar (* 1948), Kunsthistoriker
- Thomas Cremer (* 1948), Jazz-Schlagzeuger und Klarinettist
- Michael Frensch (* 1948), anthroposophischer Kunsthistoriker und Schriftsteller
- Dieter Köhler (* 1948), Mediziner und Ingenieur
- Michael Wulfes (* 1948), Regisseur, Kameramann, Produzent und Drehbuchautor
- Georg D. Falk (* 1949), Richter und Autor
- Hans Konrad Biesalski (* 1949), Ernährungsmediziner, Professor für Biologische Chemie und Ernährungswissenschaft
- Ludwig Schick (* 1949), Erzbischof
- Matthias Seelig (* 1949), Drehbuchautor und Filmproduzent
- Klaus Servene (* 1949), Schriftsteller
- Jens Asendorpf (* 1950), Psychologe
- Thomas Hünig (* 1950), Immunologe und Entwickler des Wirkstoffs TGN1412
- Barbara Koch-Priewe (* 1950), Erziehungswissenschaftlerin
- Ingolf Pernice (* 1950), Rechtswissenschaftler
- Alois Rhiel (* 1950), Politiker ehm. Oberbürgermeister von Fulda und ehm. Wirtschaftsminister von Hessen
- Wau Holland (1951–2001), Mitbegründer des Chaos Computer Club
- Andreas Ranft (* 1951), Historiker
- Eva Tichy (* 1951), Indogermanistin
- Charly Weller (1951–2024), Regisseur, Autor, Musiker und Fotograf
- Wolfgang Barth (* 1952), Zahnmediziner, Sanitätsoffizier, Admiralarzt
- Frank Stefan Becker (* 1952), Bildungsexperte und Schriftsteller
- Nikolaus Katzer (* 1952), Historiker
- Irmgard Lankenau (1952–2004), Bibliothekarin
- Hans-Georg Nolte-Fischer (* 1952), Bibliothekar
- Frank Schwalba-Hoth (* 1952), Politiker (ehem. MdL Hessischer Landtag, ehem. MdEP Europäisches Parlament)
- Georg Ulrich Großmann (* 1953), Kunsthistoriker und Hochschullehrer
- Gudrun Krämer (* 1953), Islamwissenschaftlerin
- Martin Krönke (* 1953), Immunologe und Mikrobiologe
- Lorenz Rollhäuser (* 1953), Hörfunkautor
- Hartmut Winkler (* 1953), Medienwissenschaftler
- Dieter Bornschlegel (* 1954), Rockmusiker, Gitarrist
- Jan Diesselhorst (1954–2009), Cellist
- Bernhard Kaiser (* 1954), evangelischer Theologe und Hochschullehrer
- Jochem Ziegert (* 1954), Fußballspieler und -trainer
- Manfred Allié (* 1955), Autor und Übersetzer
- Peter Becker (* 1955), Radrennfahrer
- Monika Frimmer (* 1955), Sängerin
- Jo Steinebach (1955–2012), Musiker, Komponist und Plattenproduzent
- Otta Wenskus (* 1955), österreichische Altphilologin
- Jan-Georg Deutsch (1956–2016), Historiker und Hochschullehrer
- Ulrich Waller (* 1956), Regisseur, Theaterleiter und Autor
- Mario Wirz (1956–2013), Schriftsteller
- Harald Häuser (* 1957), Künstler
- Astrid Klapp-Lehrmann (* 1957), Romanistin und Bibliografin
- Alexander H. Schwarz (* 1957), Buchautor
- Elsbeth Stern (* 1957), Psychologin
- Thomas Borgstedt (* 1958), Literaturwissenschaftler
- Reiner Cunz (* 1958), Historiker und Numismatiker
- Stefan Gradmann (* 1958), Professor
- Margot Käßmann (* 1958), evangelisch-lutherische Theologin und Pfarrerin
- Stephan Noel Lang (* 1958), Pianist, Komponist und Textdichter
- Thomas Peter (* 1958), Physiker und Professor an der ETH Zürich
- Stefan S. Schmidt (* 1958), Maler
- Christian Buse (* 1959), Schauspieler
- Konrad Elmshäuser (* 1959), Historiker, Archivar und Leiter des Staatsarchivs Bremen
- Hans-Gerd Happel (* 1959), Bibliothekar
- Elisabeth Herrmann (* 1959), Fernsehjournalistin und Kriminalschriftstellerin
- Winfried Becker (* 1960), Kommunalpolitiker und Landrat des Schwalm-Eder-Kreises
- Jörn Peter Budesheim (* 1960), Künstler
- Susanne Gross (* 1960), Architektin, Stadtplanerin und Hochschullehrerin
- Samuel Stutz (* 1960), Schweizer Fernsehmoderator und Arzt
- Gerlinde Unverzagt (* 1960), Autorin und Journalistin

#### 1961 bis 1980
- Ingrid Arndt-Brauer (* 1961), Politikerin
- Erich Becker (* 1961), Physiker und Hochschullehrer
- Ulrich Eifler (* 1961), Säbelfechter
- Hanns Christian Löhr (* 1961), Historiker und Journalist
- Roland Suso Richter (* 1961), Filmregisseur und Produzent
- Friederike zu Sayn-Wittgenstein (* 1961), Hebamme, Pflege- und Gesundheitswissenschaftlerin und Hochschullehrerin
- Dorothee Schlenke (* 1961), evangelische Theologin und Religionspädagogin
- Uwe Schmitt (1961–1995), deutscher Leichtathlet
- Matthias Zimmer (1961–2023), Politikwissenschaftler, Publizist und Politiker
- Armin Becker (* 1962), Provinzialrömischer Archäologe und Althistoriker
- Thomas Dann (* 1962), Zahnarzt und Kunsthistoriker
- Cosima Möller (* 1962), Juristin, Rechtshistorikerin und Hochschullehrerin
- Thomas Spies (* 1962), Politiker
- Walter Wallmann junior (* 1962), Präsident des Hessischen Rechnungshofs
- Wolfgang Drechsler (* 1963), Wissenschaftler
- Oliver Ganz (* 1963), Musiker
- Nikola Hahn (* 1963), Kriminalromanautorin
- Matthias Schmidt (* 1963), Politiker (SPD)
- Alexander Schönfelder (* 1963), Diplomat
- Harald Schulze (auch Harald Schulze-Eisentraut, * 1963), Klassischer Archäologe und Publizist
- Catherina Becker (* 1964), Biologin
- Rick von Bracken (* 1964), Musiker
- Sabine Emmerich (* 1964), Bildhauerin und Hochschullehrerin
- Frieder Gottwald (* 1964), Musiker
- Andreas Pohl (* 1964), Unternehmer, Vorstandsvorsitzender
- Elke Weber-Moore (* 1964), Filmregisseurin und Drehbuchautorin
- Caroline Elias (* 1965), deutsch-französische Journalistin, Filmproduzentin und Dolmetscherin
- Arnold Jacobshagen (* 1965), Musikwissenschaftler
- Andreas Philippi (* 1965), Mediziner, Politiker (SPD), Mitglied des Deutschen Bundestages, Minister in Niedersachsen
- Uta Schmidt (1965–2023), Filmeditorin
- Berthold Schneider (* 1965), Intendant, Regisseur und Dramaturg
- Malte S. Sembten (1965–2016), Schriftsteller, Übersetzer, Herausgeber und Illustrator
- Kirsten Kappert-Gonther (* 1966), Politikerin (Die Grünen) und Mitglied der Bremischen Bürgerschaft
- Ilona Nord (* 1966), evangelische Theologin und Hochschullehrerin
- Douglas Graf von Saurma-Jeltsch (* 1966), Betriebswirt und Botschafter des Souveränen Malteserordens
- Frank Ellrich (* 1967), DJ und Musikproduzent
- Kirsten Fründt (1967–2022), Politikerin (SPD) und Landrätin des Landkreises Marburg-Biedenkopf
- Monika Goetsch (* 1967), Journalistin und Schriftstellerin
- Jens Kersten (* 1967) Professor für Öffentliches Recht und Verwaltungswissenschaft
- Nina Kronjäger (* 1967), Schauspielerin
- Jörg Schmitt (* 1967), Journalist
- Andreas Ulmke-Smeaton (* 1967), Filmproduzent
- Ibrahim El-Zayat (* 1968), Funktionär islamischer Organisationen in Europa
- Henning Harnisch (* 1968), Basketballspieler und Vizepräsident des Basketballvereins Alba Berlin
- Matthias Matschke (* 1968), Schauspieler
- Marcus Roth (* 1968), Psychologe und Hochschullehrer
- Colette Boos-John (* 1969), Politikerin (CDU)
- Tanja Brühl (* 1969), Politikwissenschafts-Professorin
- Michael Cyriax (* 1969), Landrat des Main-Taunus-Kreises
- Lothar Determann (* 1969), Rechtsanwalt
- Jens Eisfeld (* 1969), Rechtswissenschaftler, Hochschullehrer
- Michael Frowin (* 1969), Schauspieler, Kabarettist, Regisseur, Autor, Theaterleiter und Librettist
- Ulrich Köhler (* 1969), Regisseur
- Jacob Rosenthal (* 1969), Philosoph
- Christian Spuck (* 1969), Choreograph und Regisseur
- Frank Gotthardt (* 1970), Politiker (CDU)
- Klaus Lomnitzer (* 1970), Maler
- Peter Pompetzki (1970–1993), Student und mutmaßlicher Elternmörder
- Christian Schoen (* 1970), Kunstwissenschaftler und Kurator
- Manfred Hilberger (* 1971), Rockmusiker, Buchautor, Textdichter, Maler, Zeichner und Musikproduzent
- Dirk Spaniel (* 1971), Ingenieur und Politiker (AfD, seit 2025 Werteunion)
- Dirk Bamberger (* 1972), Bankkaufmann, Politiker (CDU), Abgeordneter des Hessischen Landtages
- Willi Weitzel (* 1972), Reporter und Fernsehmoderator
- Dirk Wolf (* 1972), Fußballspieler und -trainer
- Andrea C. Hoffmann (* 1973), Buchautorin und Journalistin
- Andy Groll (* 1974), Filmkomponist
- Lars Witteck (* 1974), Jurist, CDU-Politiker
- Clara Maria Bagus (* 1975), Autorin
- Gabriele Becker (* 1975), Leichtathletin
- Anika Decker (* 1975), Drehbuchautorin[2]
- Rhon Diels (* 1975), Schauspieler
- Jens Rasiejewski (* 1975), Fußballspieler und -funktionär
- Regina Toepfer (* 1975), Literaturwissenschaftlerin
- Gyburg Uhlmann (* 1975), Philologin
- Sanam Afrashteh (* 1976), Sängerin, Synchronsprecherin und Schauspielerin
- Til Bettenstaedt (* 1976), Fußballspieler
- Timon Gremmels (* 1976), Politiker
- Frauke Hegemann (* 1976), Managerin
- Steffen Lehmann (* 1976), Schauspieler und Sprecher
- Leander Lichti (* 1976), Schauspieler[3]
- Enno Nottelmann (* 1976), politischer Beamter
- Suzan Şekerci (* 1976), Journalistin und Filmemacherin
- Stephan A. Sieber (* 1976), Chemiker und Hochschullehrer
- Christian Sprenger (* 1976), Komponist und Posaunist
- Jens Wetterau (* 1976), Hochschulprofessor
- Jantje Friese (* 1977), Filmproduzentin und Drehbuchautorin
- Ulle Hadding (* 1977), Kamerafrau
- Sina Mainitz (* 1977), ZDF-Börsenreporterin[2]
- Annette Wiegand (* 1977), Zahnärztin und Wissenschaftlerin
- Judith Affeld (* 1978), Fußballspielerin
- Tosca Kniese (* 1978), Politikerin
- Dagmar Weiss (* 1978), bildende Künstlerin, Fotografin und Dozentin
- Tobias Reitz (* 1979), Liedtexter
- Malte Wirtz (* 1979), Regisseur
- Kai-Olaf Stehrenberg (* 1980), Liedermacher
- Lars Weißenfeldt (* 1980), Fußballspieler

#### 1981 bis 2000
- Dominique Macri (* 1981), Schauspielerin und Lyrikerin
- Florian Meinel (* 1981), Rechtswissenschaftler und Hochschullehrer
- Gudrun Nassauer (* 1981), katholische Theologin
- Sebastian Sack (* 1981), Politiker (SPD) und Landtagsabgeordneter
- Tina Tremmel (* 1981), Leichtathletin und Triathletin
- Jo Frank, geb. Johannes Christoph Schwöbel (* 1982), Schriftsteller, Verleger und Übersetzer
- Stefan Heck (* 1982), Politiker (CDU) und Bundestagsabgeordneter
- Natascha Heuser (* 1982), Basketballspielerin
- Benjamin Kahlmeyer (* 1982), Dokumentarfilmer und Kameramann
- Patrick Baum (* 1983), Radiomoderator[2]
- Andrea Gerhard (* 1983), Schauspielerin und Moderatorin
- Rodney Scruggs (* 1983), Basketballprofi
- Jenny Unger, geb. Jenny Brauer (* 1983), Basketballspielerin
- Magdalena von Geyr (* 1984), Basketballspielerin
- Carl Jakob Haupt (1984–2019), Blogger, Künstler, Autor und Party-Veranstalter
- Nils Kahnwald (* 1984), Schauspieler
- Tim Koschwitz (* 1984), Hörfunkmoderator
- Verena Krebs (* 1984), Historikerin
- Lina Meyer (* 1984), Volleyballspielerin
- Maja Nett, geborene Marten (* 1984), Kochbuchautorin und Bloggerin
- Can Olgun (* 1984), deutsch-türkischer Jazzmusiker
- Benjamin Pauquet (* 1984), Schauspieler
- Lisa Koop (* 1985), Basketballspielerin
- Alexander Becht (* 1986), Schauspieler
- Linda Marlen Runge (* 1986), Schauspielerin und Musikerin
- Marian Schick (* 1986), Basketballspieler
- Claudia Wurzel (* 1987), italienische Ruderin
- Jana Forkel, geb. Kruck (* 1988), Journalistin und Fernsehmoderatorin
- Lena Gercke (* 1988), Fotomodel und Mannequin
- Philipp Lind (* 1988), Schauspieler und Synchronsprecher
- Malte C. Lachmann (* 1989), Theaterregisseur
- Julian Schmidt (* 1989), Politiker (AfD)
- Ömer Çetin (* 1990), deutsch-türkischer Eishockeytorhüter
- Fee, geb. Felicitas Mietz (* 1990), Singer-Songwriterin
- Martin Klenner (* 1990), Queeraktivist und Kunstfigur Flirty Flamingo, bekannt von zahlreichen Christopher Street Days[4]
- Christiane Klopsch (* 1990), Leichtathletin
- Lisa-Marie Fischer (* 1991), Country-Sängerin
- Raphael Freienstein (* 1991), Radrennfahrer
- Hendrik Starostzik (* 1991), Fußballspieler
- Marie-Sophie Künkel (* 1992), Juristin und Politikerin (CDU)
- Finja Schaake (* 1992), Basketballspielerin
- Paula-Marie Bugla (* 1993), Schauspielerin
- Del-Angelo Williams (* 1993), deutsch-amerikanischer Fußballspieler
- Credibil, geb. Erol Peker (* 1994), Rapper kurdischer und türkischer Abstammung
- Nathalie Pohl (* 1994), Freiwasserschwimmerin und Extremschwimmerin
- Lucas Schäfer (* 1994), Ruderer
- Pascal Schleich (* 1994), Politiker (AfD)
- Lukas Wenig (* 1994), Dartspieler
- Hendrik Schwarz (* 1996), American-Football-Spieler
- Samuel Biek (* 1997), Fußballspieler
- Sina Döring (* 1999), Schlagzeugerin
- Hendrik Mittelstädt (* 1999), Fußballspieler
- Laurenz Rex (* 1999), belgischer Radrennfahrer

#### Jahr unbekannt
- Henning Rübsam (* ?), Choreograf und Tänzer

## Persönlichkeiten, die in Marburg gewirkt haben

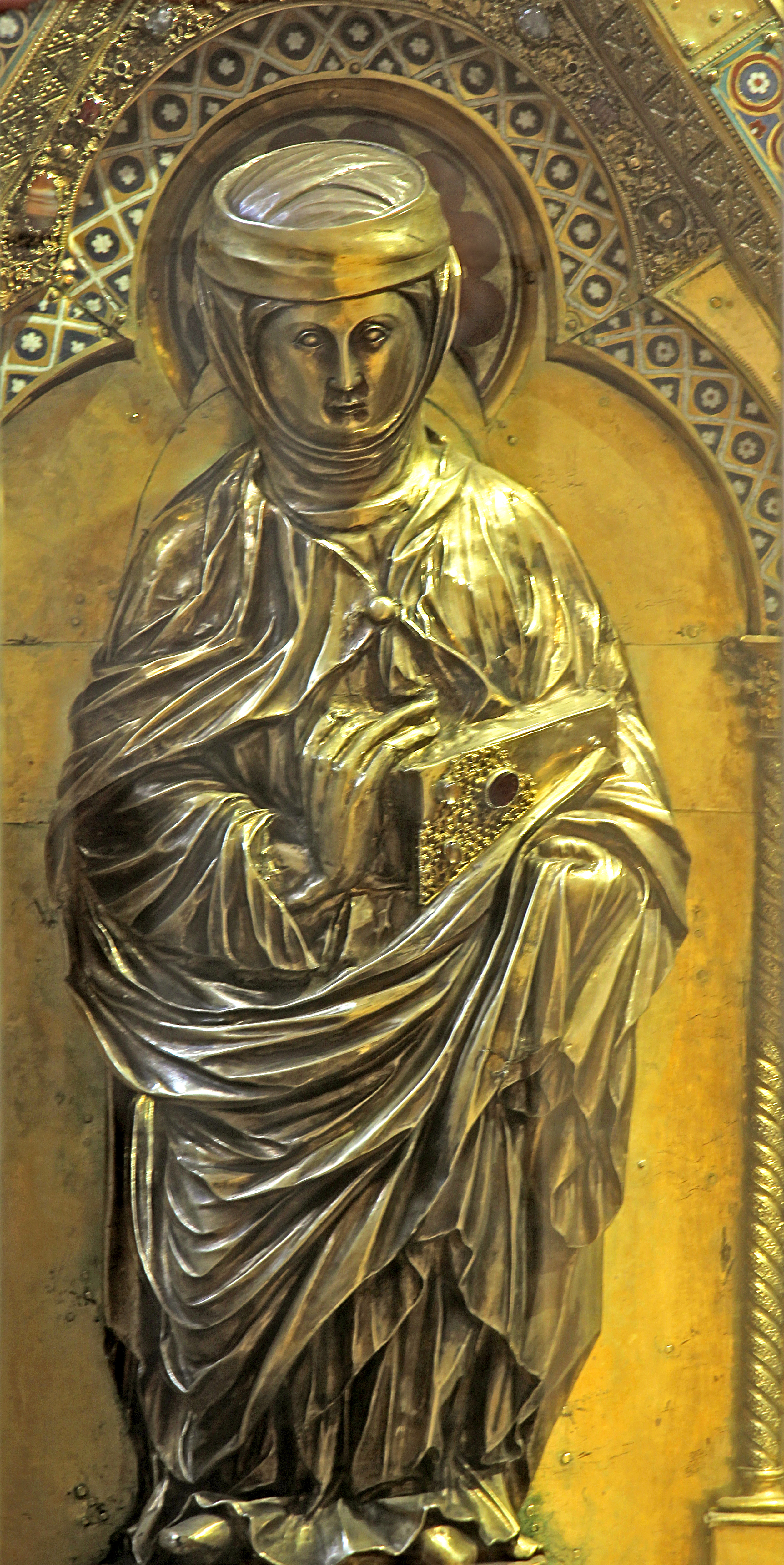
Elisabeth von Thüringen

- Elisabeth von Thüringen (1207–1231), Heilige, Spitalschwester, Adelige und Wohltäterin
- Guda (um 1206–nach 1235), Frau im Gefolge der Elisabeth von Thüringen
- Isentrud von Hörselgau (?–nach 1235), Frau im Gefolge der Elisabeth von Thüringen
- Heinrich I. (1244–1308), Landgraf von Hessen
- Sophie von Brabant (1224–1275), Tochter von Elisabeth von Thüringen, lebte in Marburg ab 1228
- Siegfried zum Paradies (?–1386), Politiker und Patrizier, in Marburg aufgewachsen
- Heinrich III. (1440/41–1483), seit 1458 Landgraf von Oberhessen in Marburg
- Johannes Ferrarius (1486–1558), Jurist, Theologe und Philosoph, lebte in Marburg ab 1523
- Nikolaus Asclepius (um 1500–1571), Rektor des Gymnasiums, Professor der Universität, Prokurator am Hofgericht, Rat und Bürger
- Nicolaus Roding (1519–1580), Theologe, war von 1555 bis 1580 Pfarrer in Marburg, außerdem von 1538 bis 1541 Rektor der Stadtschule
- Burkhard VI. von Cramm (1522–1599), Statthalter der Landgrafschaft Oberhessen in Marburg
- Ludwig IV. (1537–1604), Landgraf der Landgrafschaft Hessen-Marburg
- Johann von Rehen (1543–1570), Landkomtur der Ballei Hessen des Deutschen Ordens
- Heinrich Vietor († 1576), Prediger der Stadtgemeinde und Professor in Marburg
- Johannes Clotz (1545–1588), hessischer Kanzler in Marburg
- Abraham Saur (1545–1593), Jurist, Historiker und Schriftsteller, Advokat und Prokurator am Hofgericht Marburg
- Siegfried Clotz (1556–1610), hessischer Kanzler in Marburg
- Johann Molther (1561–1618), evangelischer Geistlicher, Theologe und Hochschullehrer, Professor und Pfarrer der Elisabethenkirche
- Johann Balthasar Schupp (1610–1661), Theologe, Priester, Schriftsteller und Lyriker, lebte in Marburg 1625–1649
- Hedwig Sophie von Brandenburg (1623–1683), Interimsregentin, führte Landgrafenschaft Hessen eigenständig
- Reinhold Pauli (1638–1682), reformierter Theologe, war Stadtpfarrer der reformierten Gemeinde in Marburg
- Philipp Casimir Schlosser (1658–1712), war Superintendent und Konsistorialrat in Marburg
- Denis Papin (1647–1713), Professor für Mathematik und Physik in Marburg von 1687–1707
- Ludwig Christian Mieg (1668–1740), reformierter Prediger in Marburg
- Michail Wassiljewitsch Lomonossow (1711–1765), bedeutender russischer Universalgelehrter, Schriftsteller, Maler, studierte von 1736 bis 1739 in Marburg u. a. Physik und Chemie
- Jakob Andreas Porte (1706–1787), Sprachwissenschaftler, reformierter Theologe und Geistlicher, französischer Pfarrer von Todenhausen
- Bernhard August Gärtner (1719–1793),  Direktor bei der Regierung, dem Konsistorium und dem Pupillenkollegium in Marburg
- Bernhard Hupfeld (1717–1796), Komponist und Universitätsmusikus
- Johann Rudolph Anton Piderit (1720–1791), evangelischer Theologe und Hochschullehrer
- Johann Franz Coing (1725–1792), Theologe und Hochschullehrer
- Johann Gottlieb Waldin (1728–1795), Hochschullehrer und Begründer des Mineralogischen Museums der Philipps-Universität Marburg
- Sophie von La Roche (1730–1807), Romanautorin
- Johann Heinrich Jung, genannt Jung-Stilling (1740–1817), Professor für ökonomische Wissenschaften 1787–1803
- Ludwig von Wildungen (1754–1822), Forstmann, Schriftsteller
- Hans Adolph Friedrich von Eschstruth (1756–1792), Jurist und Komponist
- Caroline Schlegel-Schelling (1763–1809), Schriftstellerin und Übersetzerin
- Johann Christian Multer (1768–1838), katholischer Stadtpfarrer
- Sophie Mereau (1770–1806), Lyrikerin, Übersetzerin und Erzählerin, Gattin von Clemens Brentano
- Daniel Jeanne Wyttenbach (1773–1830), Autorin, erste Frau, die von der Philipps-Universität Marburg einen Ehrendoktortitel bekam
- Karoline Engelhard (1781–1855), Schriftstellerin unter Pseudonym „Julie“, enger Kontakt zu den Brüdern Grimm
- Bettina Brentano (1785–1859), Schriftstellerin, wohnte einige Zeit in Marburg
- Eduard Sigismund Loebell (1791–1869) war Abgeordneter für Marburg in den Landständen
- Robert Wilhelm Bunsen (1811–1899), Chemiker
- Friedrich Lange (1811–1870), Architekt, setzte die Elisabethkirche und das Rathaus instand und erbaute die Chirurgische Klinik
- Ernst Ranke (1814–1888), Professor der Kirchengeschichte und neutestamentlichen Exegese, ab 1850 an der Universität Marburg tätig
- Georg August Rudolph (1816–1893), Verwaltungsjurist und Oberbürgermeister von Marburg von 1856–1884
- Friedrich Wilhelm Beneke (1824–1882), Mediziner, wohnhaft in Marburg von 1857–1882
- Hermann Cuno (1831–1896), 1874–1879 Kreisbaumeister in Marburg
- Ludwig Schüler (1836–1930), Oberbürgermeister von Marburg von 1884–1907
- Max Seippel (1850–1913), Schriftsteller, wohnhaft in Marburg ab 1906
- Franz Tuczek (1852–1925), Psychiater, Klinikdirektor der Marburger Nervenheilanstalt, Rektor der Universität und Mitglied des Marburger Magistrats
- Georg Wenker (1852–1911), Sprachwissenschaftler
- Gottfried Friedrich Aly (1852–1913), klassischer Philologe und Schulpolitiker, wohnhaft in Marburg ab 1900
- Otto Eichelberg (1853–1916), Architekt, wohnhaft in Marburg ab 1881
- Emil Adolf von Behring (1854–1917), Mediziner, Bakteriologe, Entdecker der Serumtherapie und des Tetanus-Impfstoffes, Nobelpreisträger und Ehrenbürger Marburgs, wohnhaft 1895–1917 in Marburg
- Carl Bantzer (1857–1941), Maler, Hochschullehrer und Kunstschriftsteller, wohnhaft in Marburg 1863–1875 und ab 1924
- Agnes Günther (1863–1911), Schriftstellerin, wohnhaft in Marburg ab 1906
- Gustav Jenner (1865–1920), Komponist und Dirigent, wohnhaft in Marburg ab 1895
- Anna Ritter (1865–1921), Schriftstellerin
- Theophil Krawielitzki (1866–1942), Pfarrer, gründete 1922 den Deutschen Gemeinschafts-Diakonieverband, wohnhaft in Marburg ab 1908
- Tada Urata (1873–1936), erste Medizinerin, die in Deutschland studierte, vor Einführung des Frauenstudiums zum Dr. med. promoviert
- Ferdinand Sauerbruch (1875–1951), Chirurg (von 1908 als Oberarzt bis 1910 als Professor) der Universitätsklinik
- Arnold Krumm-Heller (1876–1949), Abenteurer, Arzt, Okkultist und Rosenkreuzer, wohnhaft in Marburg ab 1939
- Gertrud von le Fort (1876–1971), Schriftstellerin, eine der ersten Frauen die zum Wintersemester 1907/08 zum Studium in Marburg zugelassen wurde
- Johann Viktor Bredt (1879–1940), Staatsrechtler und Politiker, wohnhaft in Marburg ab 1910
- Hedwig Jahnow (1879–1944), Alttestamentlerin und erste Frau im Magistrat der Stadt Marburg, wohnhaft in Marburg ab 1907
- Alfred Wegener (1880–1930), Meteorologe, Polarforscher, entwickelte die Theorie von der Kontinentalverschiebung
- Hermann Kätelhön (1884–1940), Zeichner, Radierer, Holzschneider und Keramiker, aufgewachsen sowie wohnhaft 1908–1917 in Marburg
- Ina Seidel (1885–1974), Lyrikerin, Erzählerin und Essayistin
- Martin Heidegger (1889–1976), Philosoph, außerordentlicher Professor an der Universität Marburg von 1923 bis 1927, schrieb in dieser Zeit sein Hauptwerk Sein und Zeit
- Anne Marie Heiler (1889–1979), CDU-Politikerin
- Elisabeth von Thadden (1890–1944), protestantische Pädagogin und Widerstandskämpferin
- Albrecht Kippenberger (1890–1980), Kunsthistoriker, wohnhaft in Marburg ab 1927
- Luise Berthold (1891–1983), Sprachwissenschaftlerin, über 22 Jahre erste und einzige Professorin der Philipps-Universität Marburg, in ihrer Biografie „Erlebtes und Erkämpftes“ beschrieb sie ihren Weg
- Werner Bergengruen (1892–1964), deutschbaltischer Schriftsteller, besuchte von 1908 bis 1910 das Gymnasium Philippinum Marburg und studierte ab 1910 an der Philipps-Universität
- Elisabeth Blochmann (1892–1972), Erste Professorin für Pädagogik der Philipps-Universität Marburg
- Erwin Piscator (1893–1966), Theaterintendant, Regisseur und Schauspiellehrer, wohnhaft in Marburg 1899–1913
- Christian Werner (1893–1965), Kofferträger und Marburger Original, bekannt als Kofferträger Christian sowie als letzter Dienstmann Marburgs, als Rentner wohnhaft im Marburger Arbeitshaus, Christian-Statue auf der Wasserscheide in der Oberstadt[5][6] In: marburg.de.
- Erich Keyser (1893–1968), Mitbegründer und Leiter des Herder-Instituts
- Lisa de Boor (1894–1957), Lyrikerin, Schriftstellerin und Anthroposophin

- Ingeborg Schnack (1896–1997), Wissenschaftlerin und Bibliothekarin, ihr Buch: „Marburg. Bild einer alten Stadt“ wurde über die Grenzen hinaus bekannt, erhielt die Silberne Phillipsplakette der Universitätsstadt Marburg und die „Ehrennadel der Universitätsstadt Marburg an der Lahn“
- Elisabeth Selbert (1896–1986), Mutter des Grundgesetzes, berühmt geworden als Kämpferin für die Gleichberechtigung des Frauen, erhielt das Bundesverdienstkreuz, studierte eine Zeit lang an der Philipps-Universität Marburg
- Franz Frank (1897–1986), Graphiker und Maler, wohnhaft in Marburg ab 1954
- Cilly Schäfer (1898–1981), Politikerin, wohnhaft in Marburg ab 1949
- Karl Ziegler (1898–1973), Chemiker und Nobelpreisträger, wohnhaft in Marburg 1910–1925
- Marie Luise Kaschnitz (1901–1974), Lyrikerin und Essayistin
- Fritz Bouillon (1903–?), Fußballschiedsrichter aus Königsberg, lebte ab 1949 in Marburg
- Adolf Schröter (1904–1997), Porträtmaler, Landschaftsmaler, Druckgrafiker und Kunsterzieher, wohnhaft in Marburg ab 1956
- Hannah Arendt (1906–1975), Philosophin und Soziologin, studierte 1924/25 Philosophie und Alte Sprachen an der Philipps-Universität in Marburg bei Martin Heidegger
- Mascha Kaléko (1907–1975), Schriftstellerin
- Friedrich Leinert (1908–1975), Komponist, Musikwissenschaftler, Kirchenmusikdirektor der Luth. Pfarrkirche St. Marien und Mitbegründer der Marburger Schauspielgemeinschaft (Vorgänger des Hessischen Landestheaters)
- Hans-Joachim Fränkel (1909–1996), evangelischer Bischof und Menschenrechtler, wohnhaft in Marburg ab 1979
- Rosa Friess (1916–2007), Ärztin und Malerin, lebte und wirkte in Marburg
- Tom Mutters (1917–2016), Begründer der Lebenshilfe, lebte in Marburg und starb dort
- Ingeborg Weber-Kellermann (1918–1993), Professorin für Volkskunde
- Christine Brückner (1921–1996), Schriftstellerin, machte in ihrer „Poenichen-Trilogie“ die Universitätsstadt Marburg zum Romanschauplatz
- Günther Blau (1922–2007), Maler, wohnhaft in Marburg-Cyriaxweimar ab 1971
- Annemarie Schimmel (1922–2003), 1946 an der Philipps-Universität habilitiert, Islamwissenschaftlerin
- Christa Czempiel (1925–2007), Politikerin, wohnhaft in Marburg ab 1969
- Gerhard Jahn (1927–1998), SPD-Politiker, ehem. Bundesjustizminister und Ehrenbürger von Marburg
- Wolfgang Klafki (1927–2016), Erziehungswissenschaftler, wohnhaft in Marburg seit 1963, 1963–1992 Universitätsprofessor an der Philipps-Universität
- Karl-Heinz Kress (1928–1979), Maler, wohnhaft in Marburg ab 1954
- Reinfried Pohl (1928–2014), Finanzkaufmann, Ehrenbürger der Stadt Marburg, wohnhaft in Marburg ab 1948
- Irmgard Oepen (1929–2018), Medizinerin
- Hanno Drechsler (1931–2003), Oberbürgermeister von Marburg von 1970–1992
- Ingrid Langer (1935–2012), Professorin für Politikwissenschaft
- Bernward Thole (1937–2023), Spielerezensent, Autor und Gründer des Deutschen Spielearchivs
- Dietrich Möller (1937–2024), Oberbürgermeister von Marburg von 1993–2005
- Ferdinand Kilian (1937–1985), Friseurmeister und Marburger Original, bekannt als der Mann, der „beinahe“ die Beatles nach Marburg gebracht hat
- Karl Schnabel (1938–2017), SPD-Politiker, Gründer der Marburger Tafel, Mitgründer des Vereins zur Förderung der Herzchirurgie Marburg, Mitgründer von TerraTech, ehemaliger Vorsitzender des DRK-Kreisverband Marburg-Biedenkopf
- Irmela Florin (1938–1998), Professorin für Klinische Psychologie
- Ulrike Marie Meinhof (1934–1976), Journalistin und Publizistin, Gründungsmitglied und Führungsperson der „Rote Fraktion Armee“, studierte Philosophie, Pädagogik, Soziologie und Germanistik in Marburg
- Gerald Woehl (* 1940), Orgelbaumeister
- Joachim Kahl (* 1941), freiberuflicher Philosoph, wohnhaft in Marburg
- Friedrich Christian Delius (1943–2022), Schriftsteller, aufgewachsen in Marburg-Wehrda
- Jürgen Wittstock (1944–2012), Kunsthistoriker, Direktor des Museums für Kunst und Kulturgeschichte der Universität von 1986–2007
- Friedrich Bohl (* 1945), ehem. MdB, ehm. MdL und als Bundesminister für besondere Aufgaben ehem. Chef des Bundeskanzleramts, wohnhaft in Marburg (?)
- Klaus Zaczyk (* 1945), Fußballspieler, nach Geburt auf der Flucht seiner Mutter aus Oberschlesien bei Marburg aufgewachsen[7]
- Doris Conrads (* 1949), Künstlerin, wohnhaft in Marburg
- Rose Nabinger (* 1948), Jazzsängerin und Gewerkschafterin, wohnhaft in Marburg
- Eckart Conze (* 1963). Professor für Neuere und Neueste Geschichte an der Philipps-Universität Marburg
- Martin Schneider (* 1964), Komiker und Schauspieler, wohnhaft in Marburg
- Hank Levine (* 1965), Filmregisseur und Produzent, studierte in Marburg
- Handan Özgüven (* 1973), Rechtsanwältin und Politikerin (SPD), Studium und Staatsexamen in Marburg
- Verena Bentele (* 1982), Biathletin, Skilangläuferin und zwölffache Paraolympicsiegerin, machte ihr Abitur an der Blindenstudienanstalt (Blista)
- Johannes Hinrich von Borstel (* 1988), Sachbuchautor und Science-Slammer, studierte in Marburg
- Sarah Pisek (* 1992), Sängerin und Songwriterin, machte ihr Abitur an der Blindenstudienanstalt (Blista)

## Ehrenbürger
Das Ehrenbürgerrecht wurde in Marburg erstmals 1834 verliehen. Seitdem wurden über 70 Personen zu Ehrenbürgern ernannt. 47 Personen wurden bereits 1834 zu Ehrenbürgern ernannt. Zu den Ehrenbürger zählen etwa Otto von Bismarck, Paul von Hindenburg, Ferdinand Wurzer, Karl Wilhelm Justi, Eduard Zeller, Emil von Behring oder Gerhard Jahn.

## Gedenktafeln im Stadtgebiet
Im Stadtgebiet von Marburg sind insbesondere in der historischen Altstadt um den Marktplatz etliche Gedenktafeln angebracht, die auf die Verweilplätze herausragender Persönlichkeiten hinweisen.

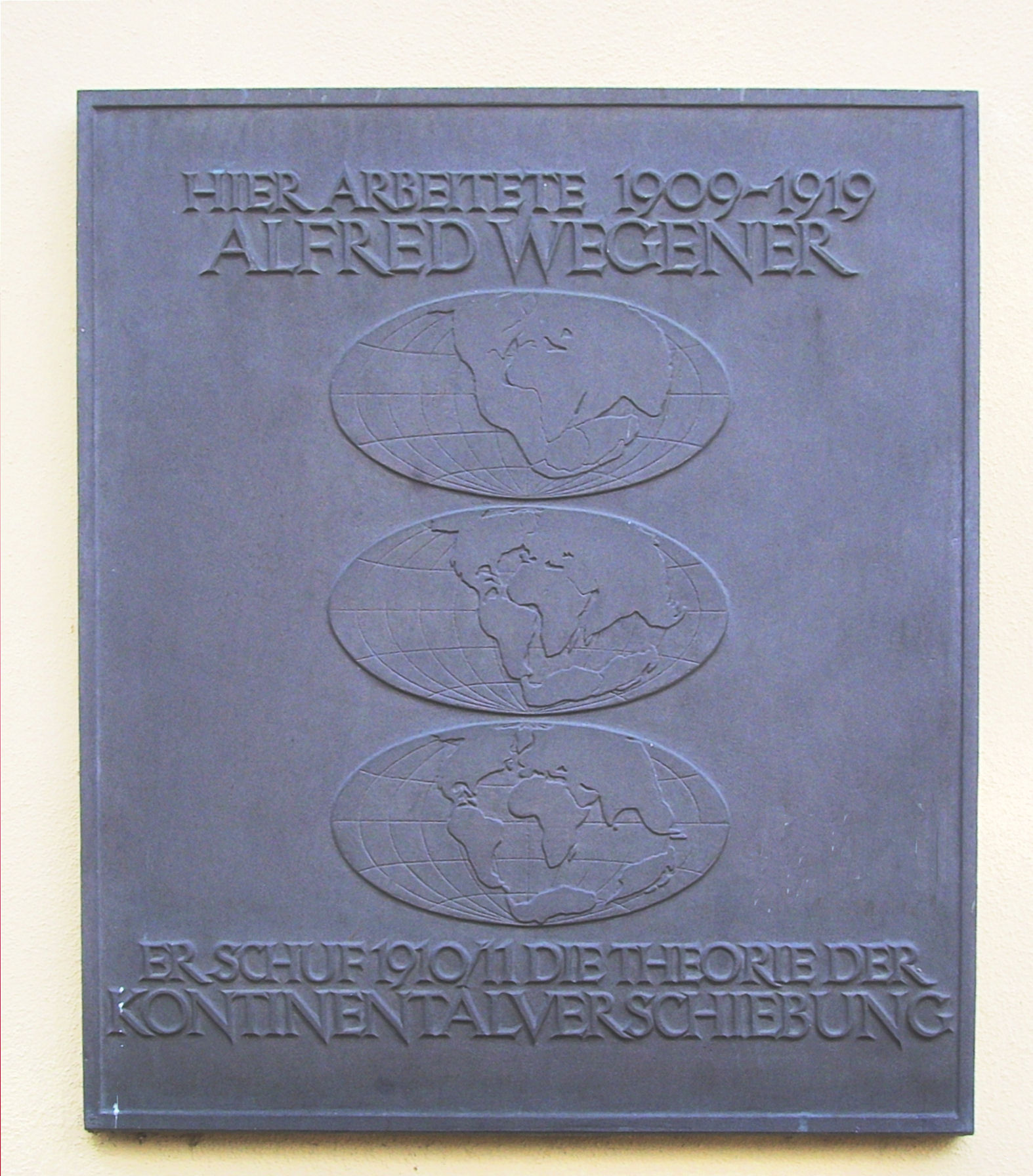
Gedenktafel für Alfred Wegener
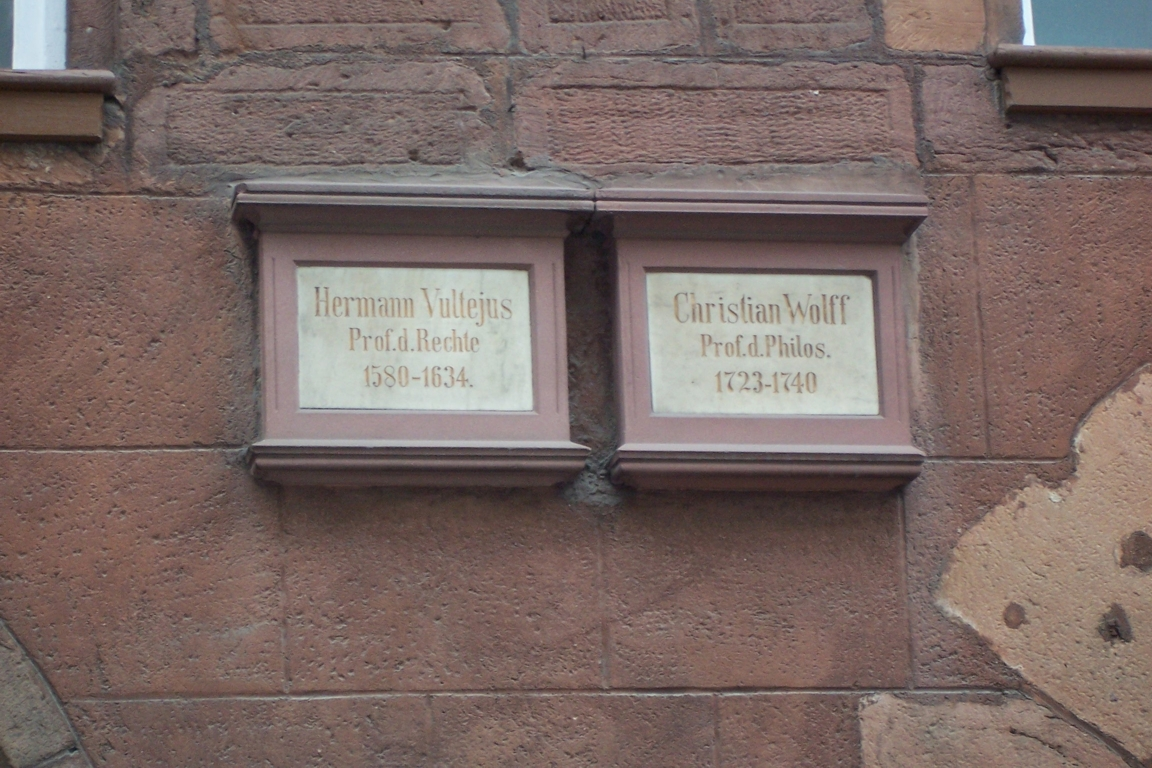
Gedenktafel für Hermann Vultejus und Christian Wolff
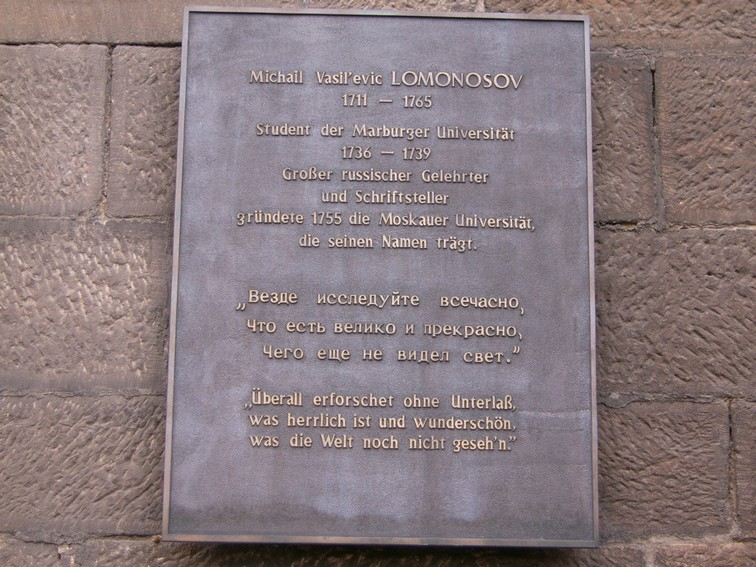
Gedenktafel für Michail Wassiljewitsch Lomonossow

## Belege
1. ↑  Aus aller Welt: Pasternak, Ortega y Gasset, Eliot (Memento vom 1. August 2012 im Webarchiv archive.today)
2. 1 2 3  Hall-of-Fame des Landkreises (Seite nicht mehr abrufbar, festgestellt im März 2024. Suche in Webarchiven)
3. ↑  Leander Lichti (Memento vom 6. März 2016 im Internet Archive) In: theaterkontakte.de
4. ↑  Christine Steines: Rosa Flamingo statt graue Taube. In: giessener-allgemeine.de, 17. August 2018.
5. ↑  Marita Metz-Becker und Karin Stichnothe-Botschafter (beide Hrsg.): Denk - Mal in Marburg Kulturdenkmäler einer Stadt
6. ↑  Wasserscheide. (Memento vom 15. Mai 2010 im Internet Archive)
7. ↑  Alexander Laux: "Ich war kein Typ, der lange liegen blieb". In: abendblatt.de. 24. Dezember 2008, abgerufen am 26. Januar 2019.